# Лист (Зюльт)
Лист-ауф-Зюльт (нем. List auf Sylt, с.-фриз. List üp Söl, дат. List på Sild), до 31 декабря 2008 — Лист (нем. List) — община в районе Северная Фризия, федеральная земля Шлезвиг-Гольштейн, Германия. Подчиняется управлению Ландшафт-Зильт. Морской курорт расположен на севере острова Зильт и является самым северной общиной Германии, поэтому она является членом союза крайних точек Германии (нем. Zipfelbund). В состав общины входят Мёвенберг, Мелльхёрн, Зюдерхайдеталь, Вестерхайде и Клаппхольтталь.
Население составляет 1493 человека (на 31 декабря 2019 года). Занимает площадь 18,47 км². Официальным языком общины, помимо немецкого, является севернофризский.

## География

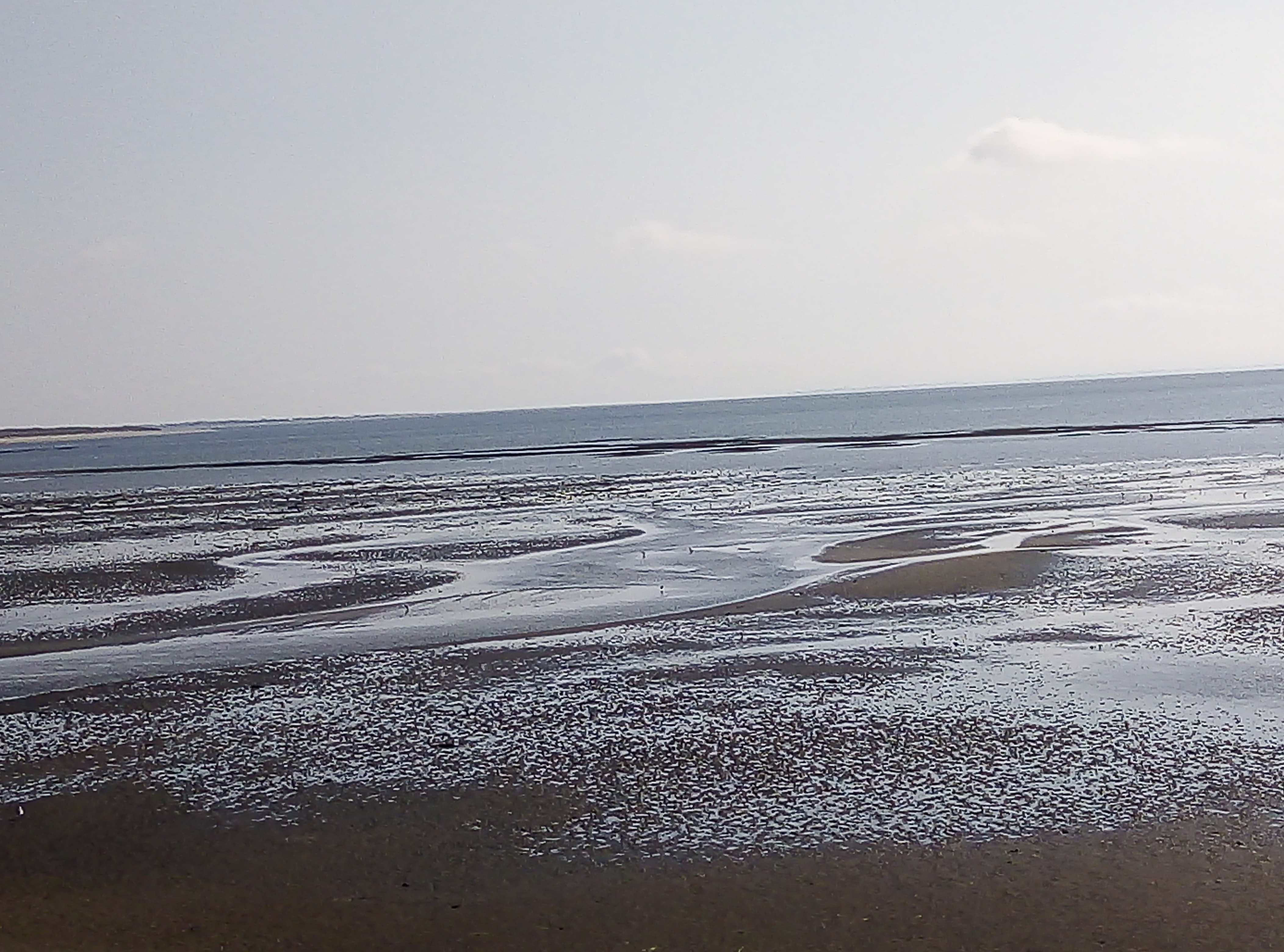
Залив Кёнигсхафен

### Географическое положение
Община Лист-ауф-Зюльт расположена на северной оконечности острова Зильт в севрнофризском Ваттовом море. Таким образом, община является самой северной в Федеративной Республике Германия (самая северная община материковой Германии — Роденес). Самая северная точка суши — полуостров Элленбоген, который с запада окружает залив Ваттового моря Кёнигсхафен. Лист-ауф-Зюльт расположен на южном берегу Кёнигсхафен.
В то же время община является самой северной точкой немецкоязычной области в Центральной Европе. Противоположностью является швейцарская община Церматт-ам-Маттерхорн, находящаяся в 1005 км южнее.

### Соседние общины
У Листа-ауф-Зюльт есть только одна соседняя община, примыкающая к нему с юга. Это община Кампен.

### Геология

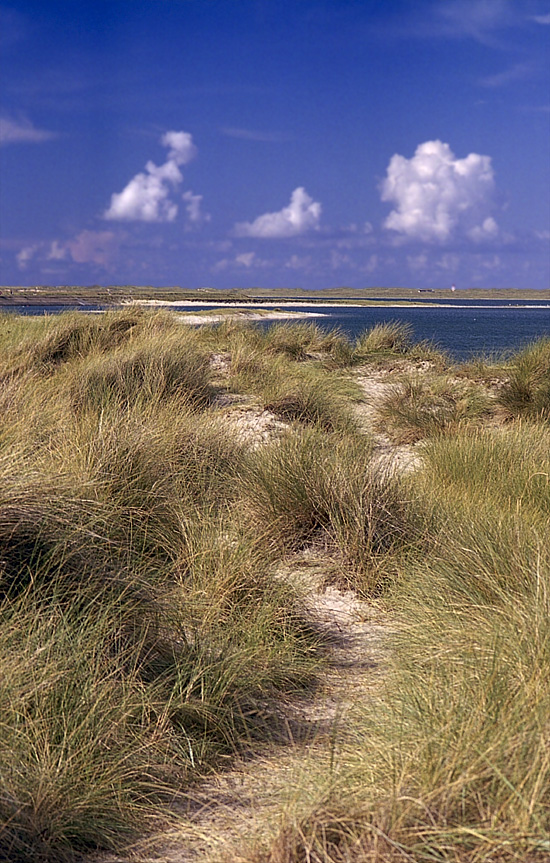
Вид со стороны Листланда на Кёнигсхафен и полуостров Элленбоген

Лист-ауф-Зюльт окружен движущимися дюнами, пустошами и солончаками. Этот ландшафт, также известный как Листланд (нем. Listland), на протяжении веков находился в частной собственности наследственных обществ, которые возникли на двух ставенских местах: восточном и западном дворах (нем. Osthof und Westhof).
Национальный парк шлезвиг-гольштейнское Ваттовое море с останками от датского Халлигена Йордзанд простирается к югу и востоку от поселения на восточном побережье. Кёнигсхафен, ваттовая бухта, входящая в защитную зону I национального парка, в которую жителям и посетителям острова нельзя попасть, и остров для защиты птиц Утхёрн расположены между портом Листа-ауф-Зюльта и полуостровом Элленбоген.

## История
Название Лист происходит от старого датского слова listi (полоса, граница в смысле прибрежной полосы). Listed (Борнхольм) и Lister (Норвегия и Блекинге) с языковой точки зрения тесно связаны с этим словом. От датских топонимов происходит также название улицы Брюнк (нем. Brünk, дат. brink, южноютландский brynk; склон). Датское (ютское) поселение Лист впервые упоминается в 1292 году, когда поселение и его береговая линия перешли во владение города Рипен. Поселение несколько раз разрушалось штормовыми приливами. После штормового прилива 1362 года в Листе больше не стало церкви. До 1864 года Листланд не входила в состав герцогства Шлезвиг, как и в его окрестности, а входил в состав Королевства Дания (в качестве королевского анклава) вместе с южной частью соседнего острова Рёмё и небольшой материковой частью в районе Баллум управления Рипен. Лист стал частью графства Шакенборг с 1661 года. Несмотря на конституционное и административное разделение герцогства Шлезвиг и ландшафта Зильт, Лист принадлежал приходу Кайтума после потери собственной церкви.
Во время Тридцатилетней войны в 1644 году в Кёнигсхафен произошло морское сражение между шведско-голландскими и датскими кораблями. Название Кёнигсхафен (королевская гавань) восходит к именно к этой битве. В 1682 году в Листе-ауф-Зюльт был построен первый таможенный пост датского короля.
После германо-датской войны в 1864 году владения-анклавы Датского королевства, как и остальная часть Шлезвига, первоначально перешли под управление Пруссии в составе Германского союза, а после прусско-австрийской войны 1866 года вместе с герцогством Гольштейн полноценно вошли в состав Королевства Пруссия. Вскоре Лист сформировал собственную общину, которая принадлежала округу Тондерн. С образованием управленческих районов в 1889 году Лист вошел в управленческий район Зильт.

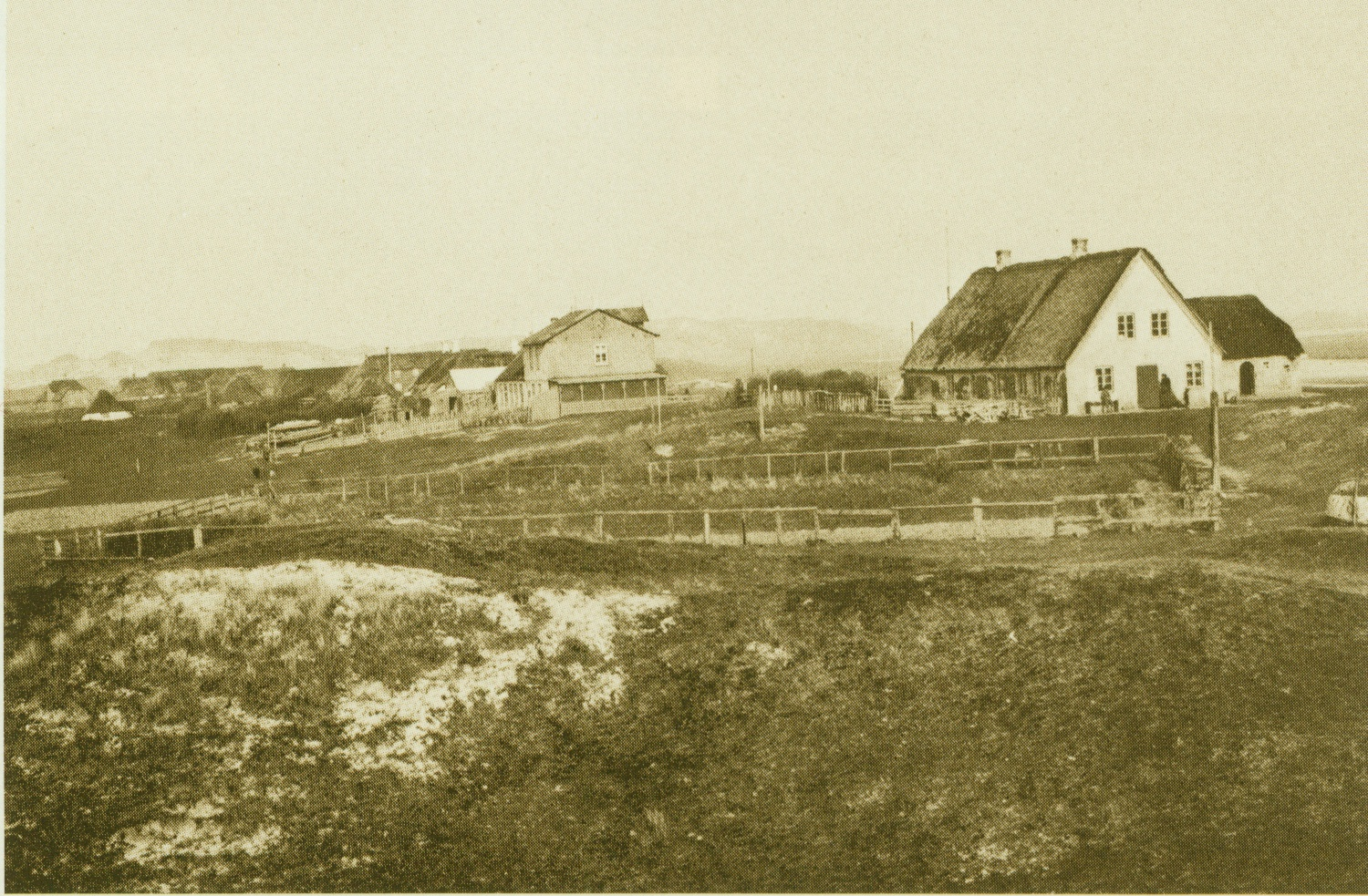
Лист в 1894 году

До Первой мировой войны Лист состоял всего из двух дворов: восточного и западного. К 1900 году в Листланде проживало менее 100 человек. Лист стал приграничным городом после плебисцита в Шлезвиге в 1920 году.

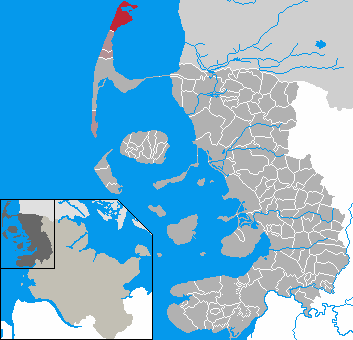
Территория современной общины Лист-ауф-Зюльт

В период между двумя мировыми войнами в Листе была построена морская авиабаза с многочисленными зданиями и жилыми помещениями. Порт в его нынешнем виде также был заложен в то же время. В июле 1932 года пилот Вольфганг фон Гронау начал свое захватывающее кругосветное путешествие на гидросамолете именно с этой базы. Во время Второй мировой войны на ней размещались эскадрильи гидросамолетов вермахта. Своим нынешним видом Лист-ауф-Зюльт обязан бурной строительной деятельности 1930-х годов. Сегодняшняя евангелическая церковь вначале была построена в качестве гарнизонной церкви; она входила в список зданий для пилотов гидросамолетов, тем самым является одной из немногих гарнизонных церквей, построенных в эпоху национал-социализма.
После расформирования управленческих районов и образования управлений Лист стал свободным от вхождения в состав управлений в 1948 году. 1 января 2004 года Лист отказался от своего статуса и присоединился к управлению Ландшафт-Зильт. С 31 декабря 2008 года Лист официально изменил название на Лист-ауф-Зюльт.

## Политика

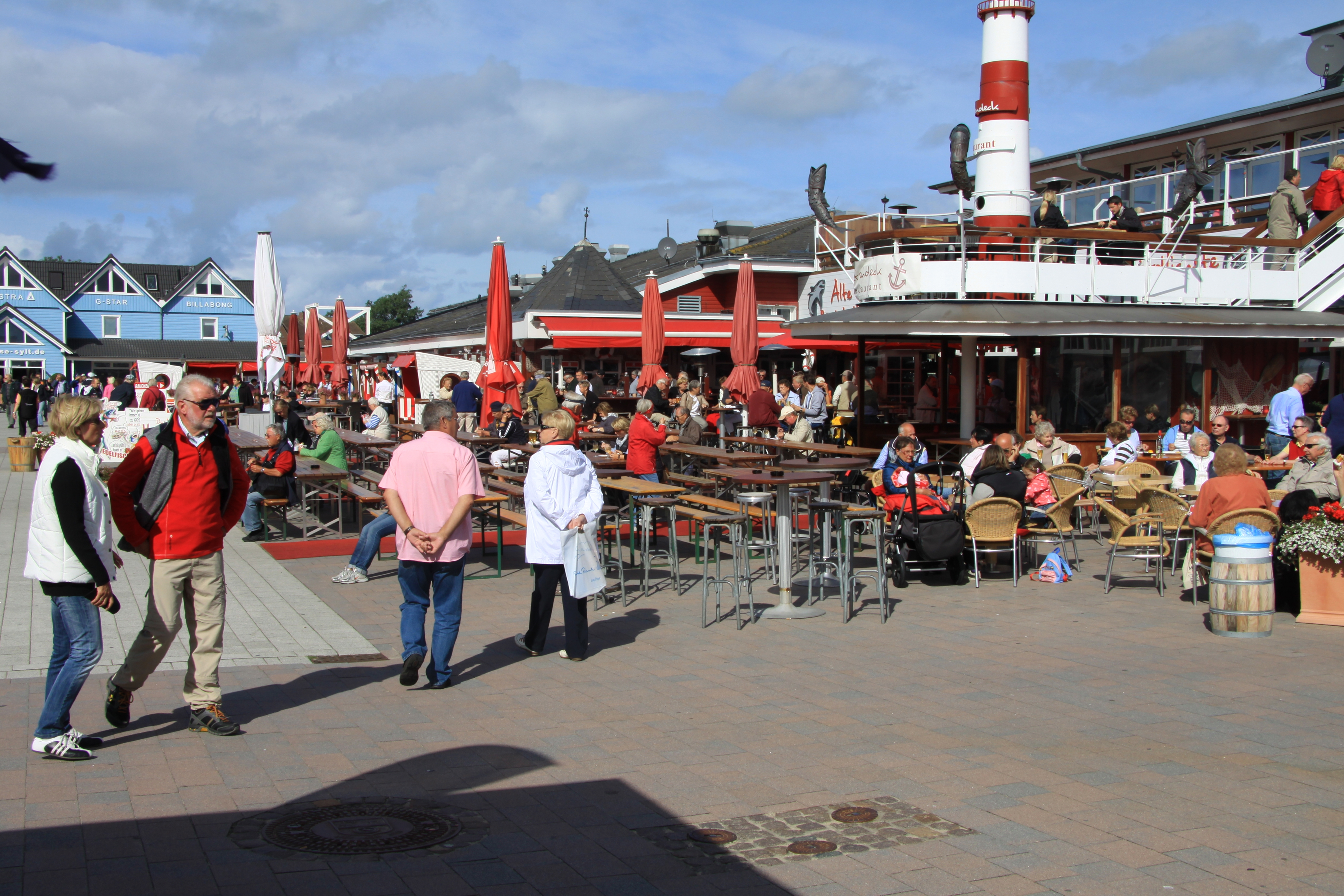
Область порта с рыбными ресторанами

### Представительство общины
После местных выборов 2008 года ХДС получил семь из 20 мест, группа избирателей FWG — шесть, СЮИ — четыре и СДПГ — три.
На местных выборах 26 мая 2013 года ХДС получил 42,5 % голосов избирателей и, следовательно, восемь мест, FWG — 23,3 % и четыре места, СЮИ — 18,1 % и три места, а СДПГ — 15,7 % и три места. Всего было избрано депутатов на 18 мест, явка на выборах составила 43,7 %.

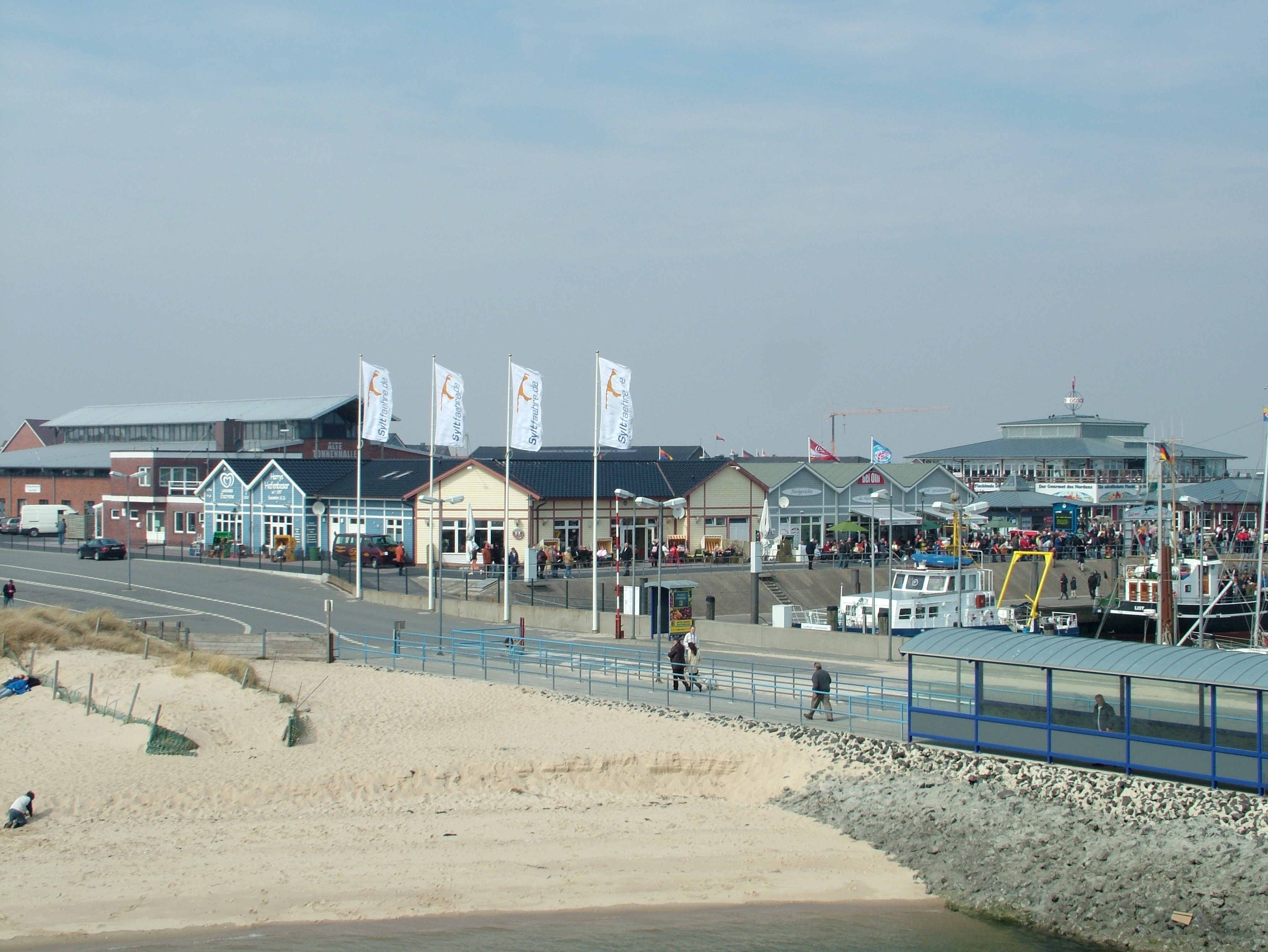
Порт и паромный терминал для паромного сообщения с Рёмё

### Бургомистр
На заседании представительства общины 7 июля 2015 года Рональд Бенкк от ХДС был избран новым бургомистром Листа-ауф-Зюльт, который вступил в должность с 1 октября 2015 года.
Рональд Бенкк был переизбран бургомистром до 2022 года.

### Герб
Герб, созданный Альбертом Эребё, был утвержден земельным министром внутренних дел федеральной земли Шлезвиг-Гольштейн 31 августа 1948 года.
Описание герба: «Разделенный; вверху серебристым над синими волнами изображен синий кит, внизу на зеленом фоне — серебряный компас с черно-белой каймой, стрелка которого указывает на голову кита».

Изображение волн на гербе, официально используемом общиной, не соответствует геральдическим правилам, поэтому герб может быть представлен с геральдической точки зрения только как коммерческая графика или логотип. Кит символизирует китобойный промысел, который был одним из самых важных источников дохода для населения до начала XIX века, в то время как компас со стрелкой, указывающей на север, символизирует бывшие северные рыболовные районы возле Шпицбергена. Серебристый и зеленый цвета щита отсылают к дюнной растительности и морю.

Герб, корректный с геральдической точки зрения
Герб для использования или логотип
Флаг для вывешивания

## Религия
Население в Листе-ауф-Зюльт преимущественно лютеранское. Здесь находятся две христианские церкви: евангелическая бывшая гарнизонная церковь Святого Юргена, находящаяся под защитой как памятник, а также католическая церковь Святого Рафаэля, находящаяся в современном здании.

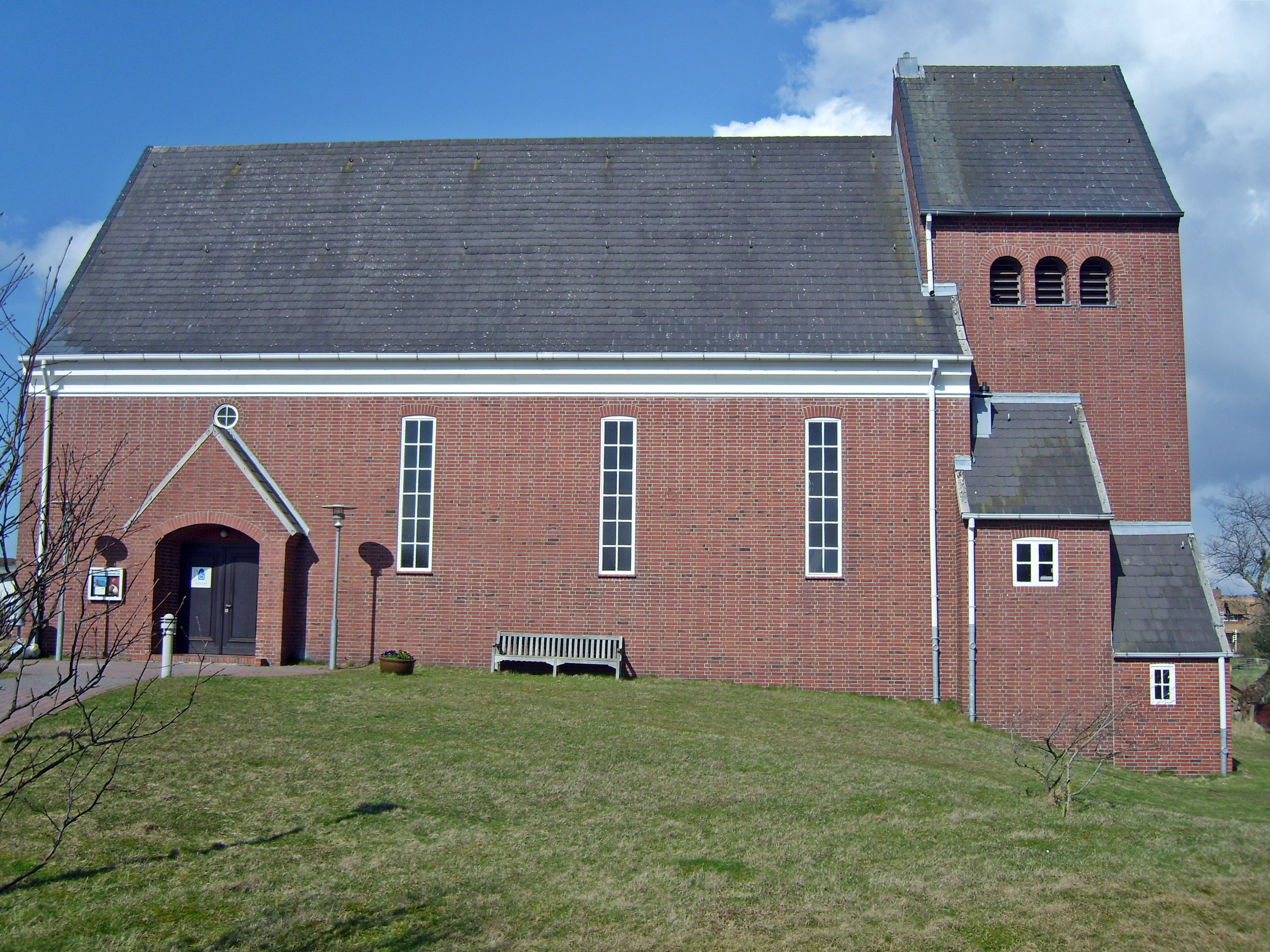
Евангелическая гарнизонная церковь Святого Юргена
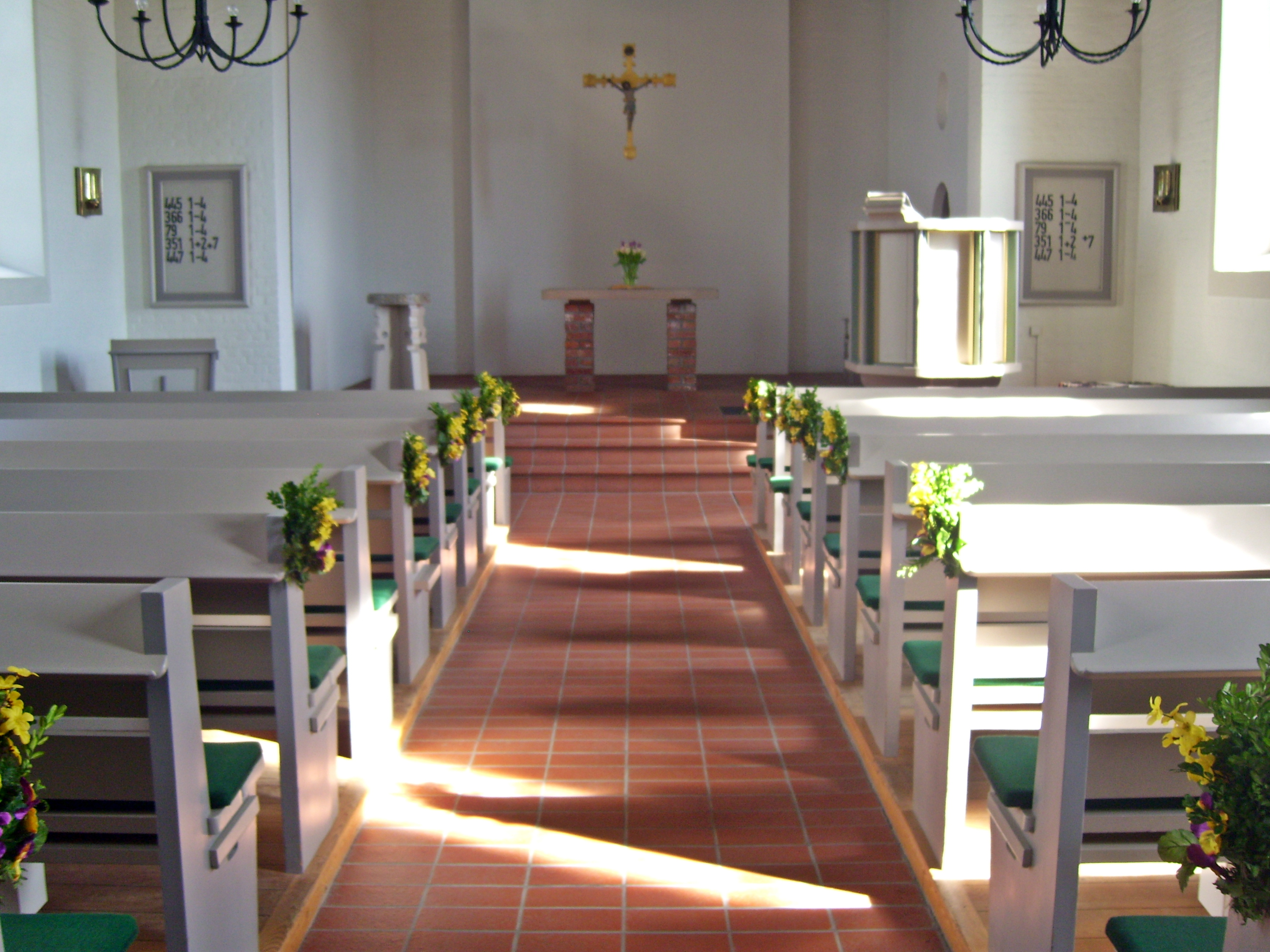
Церковь Святого Юргена внутри
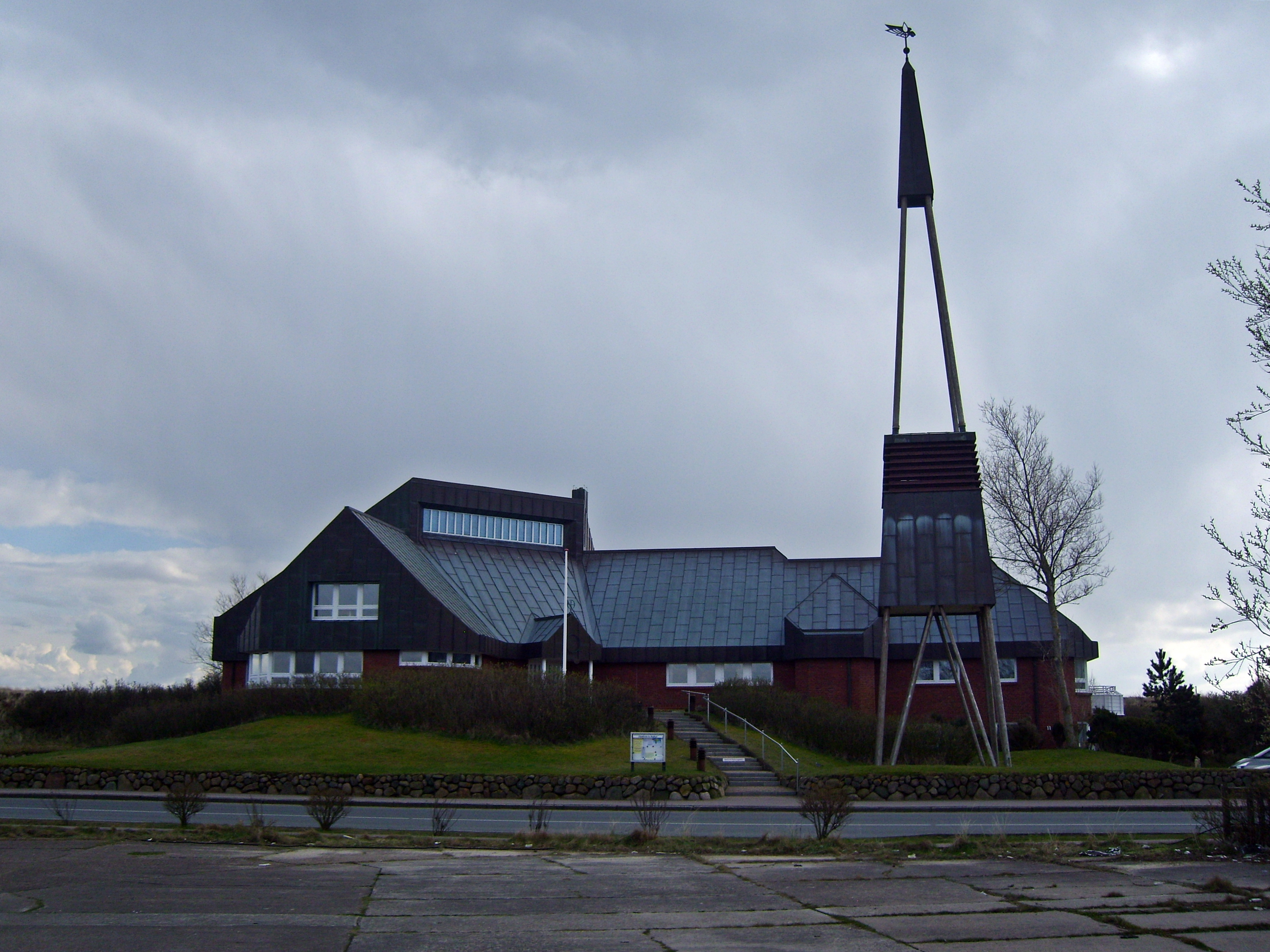
Католическая церковь Святого Рафаэля
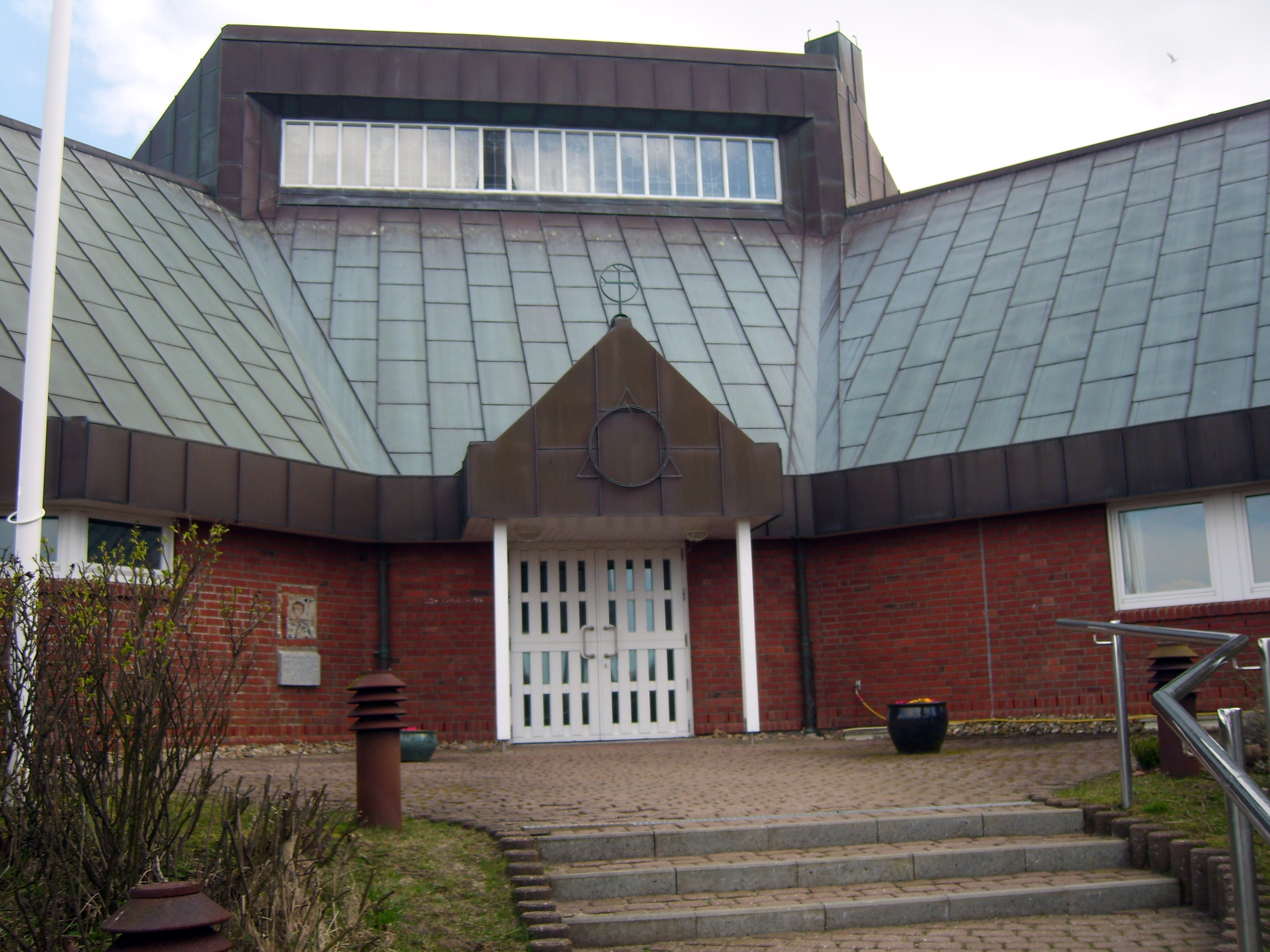
Вход в церковь Святого Рафаэля
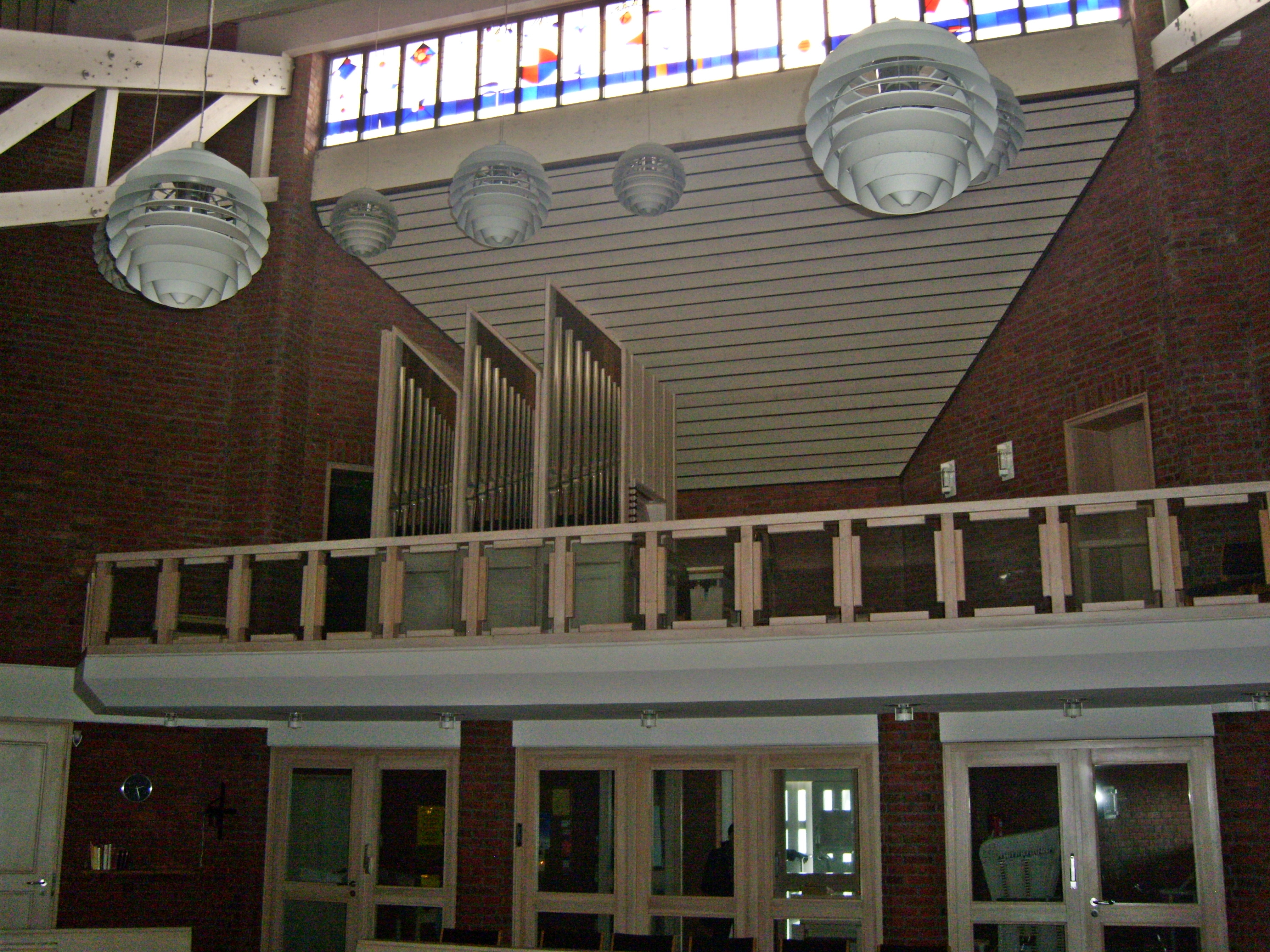
Церковь Святого Рафаэля внутри

## Туризм и достопримечательности

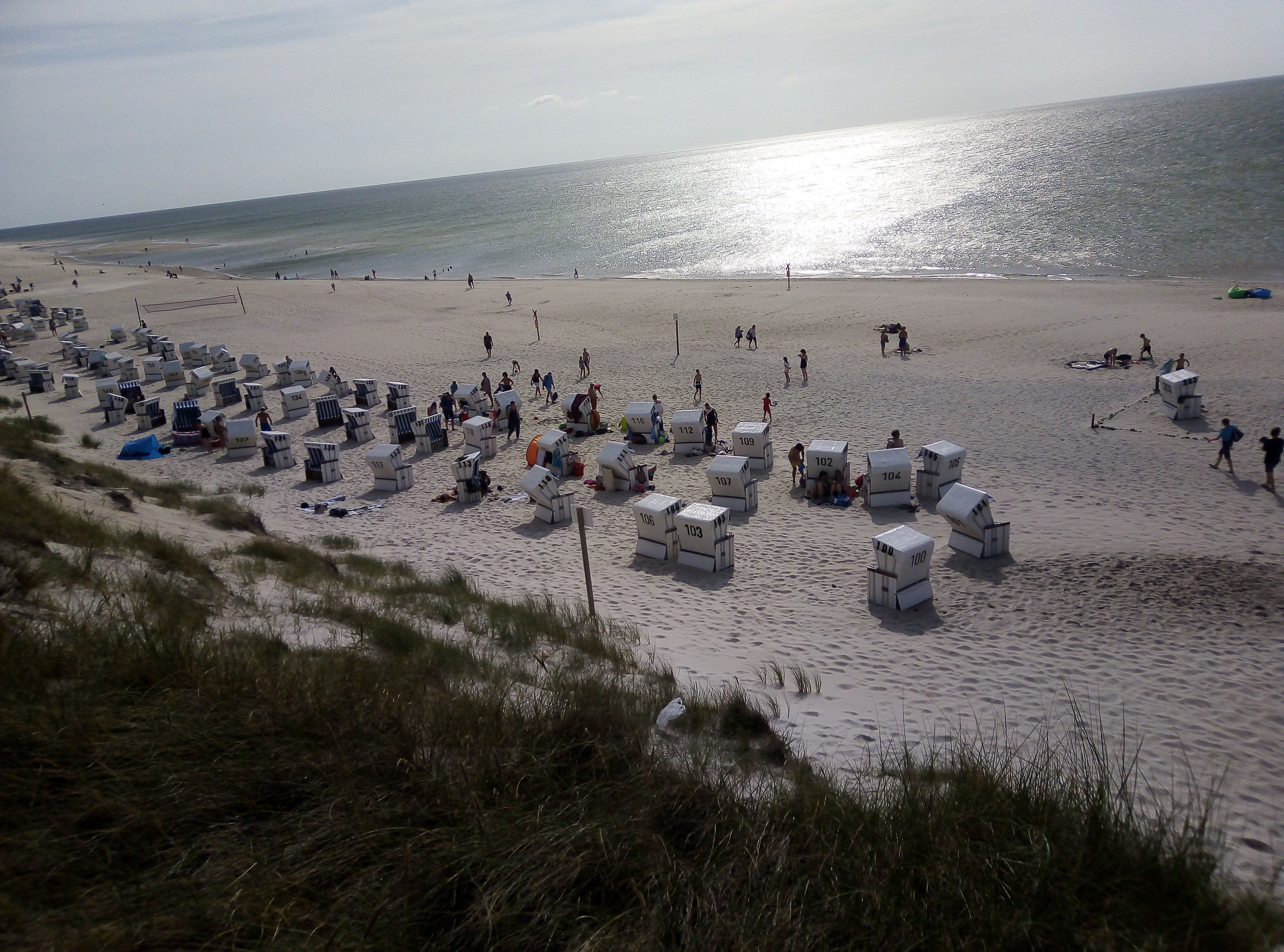
Пляж Зильта близ Листа-ауф-Зюльт

Община Лист-ауф-Зюльт объединила свою туристическую деятельность и управление земельными ресурсами в собственном предприятии Kurverwaltung List auf Sylt.
Здесь находится самая северная рыбная лавка в Германии, с которой предприниматель Юрген «Юнне» Гош основал свою сеть ресторанов и гастрономов «Gosch». Кроме того, устричная компания Диттмайера — единственная устричная ферма в Германии, на которой в Ваттовом море за пределами Листа-ауф-Зюльт созревают устрицы Sylter Royal. Их разведение имеет давнюю традицию: уже в 1920-х годах устрицы Листа поставлялись в рестораны и магазины деликатесов по всей Германии.

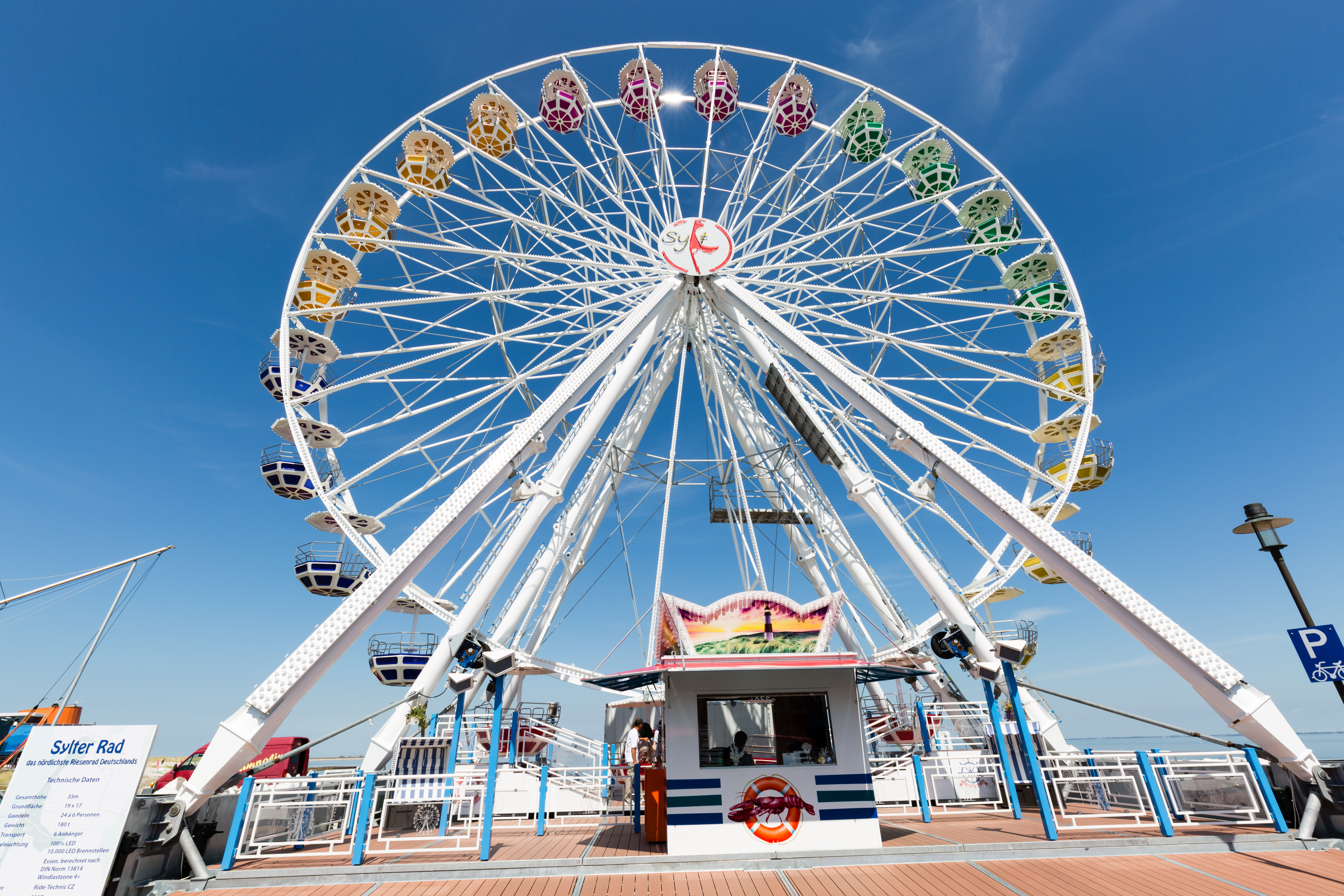
35-метровое колесо обозрения «Sylter Rad» в Листе-ауф-Зюльт

Линия Рёмё-Зильт обеспечивает паромное сообщение из порта Листа-ауф-Зюльт на соседний датский остров Рёмё. Экскурсии к Ваттовому морю, к берегам тюленей и пешие прогулки по западному побережью острова также можно осуществить из порта Листа-ауф-Зюльт. В 2002—2003 годах порт был реконструирован из-за его возросшей туристической значимости. Спасательный крейсер DGzRS «Pidder Lüng» также находится в этом порту. Adler-Reederei предлагает экскурсии к берегам тюленей на бывшем военном рыболовном катере Gret Palucca, а также на Mya II, исследовательском судне Института полярных и морских исследований имени Альфреда Вегенера, у которого здесь свой порт приписки. Летом 2017 года «Sylter Rad», колесо обозрения высотой 35 метров, было впервые установлено на острове Зильт в порту Листа.
К западу от поселения находится пляж Зильта, 40-километровый песчаный пляж, который приглашает туристов искупаться и походить босиком, также посетители острова могут арендовать там пляжные корзины в летние месяцы. В летние месяцы автобусы компании Sylter Verkehrsgesellschaft отправляются из центра поселения, чтобы доставить посетителей до пляжей, которые находятся на расстоянии до четырех километров от Листа-ауф-Зюльт.

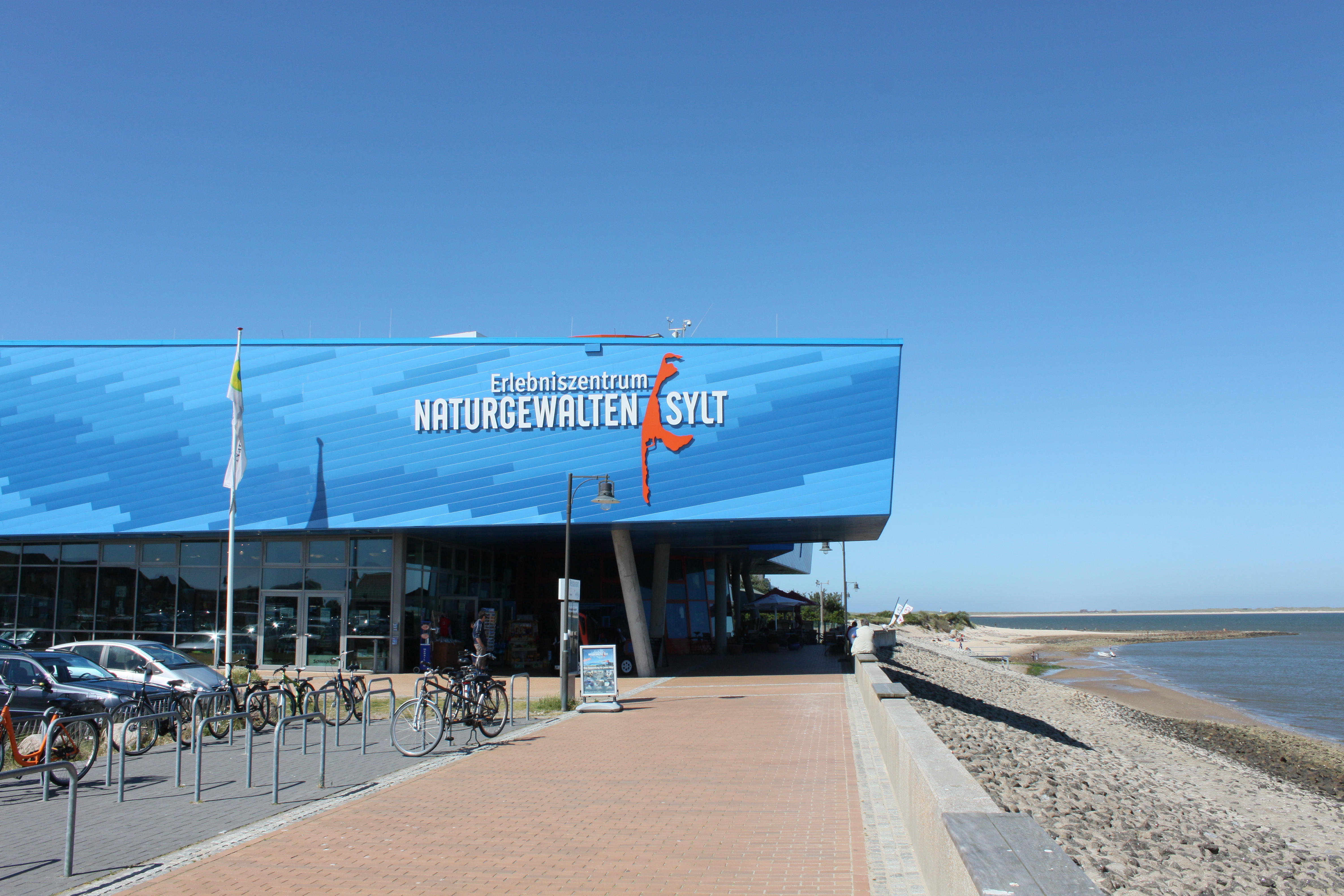
Центр приключений «Силы природы» Зильта

В Листе-ауф-Зюльт также находится станция Ваттового моря на Зильте Института полярных и морских исследований имени Альфреда Вегенера (AWI), которая в настоящее время активно расширяется. Совместно с общиной Лист-ауф-Зюльт, Управлением национальных парков, Службой национальных парков и всеми ассоциациями охраны природы и прибрежных районов Зильта AWI спланировал свой следующий проект и реализовал его на сумму около 11,5 миллионов евро: с момента своего открытия 21 февраля 2009 года Центр приключений Зильта помогает гостям и местным жителям острова Зильт получить информацию и ознакомиться с такими темами, как Северное море, морские и климатические исследования, национальный парк шлезвиг-гольштейнское Ваттовое море, а также защита окружающей среды и побережья.
На Элленбогене также располагается самая северная точка Германии. Рядом с южной частью Элленбогена находится зона для серфинга и кайтсерфинга в заливе Кёнигсхафен. До полуострова можно добраться только по платной дороге, так как она тоже находится в частной собственности.

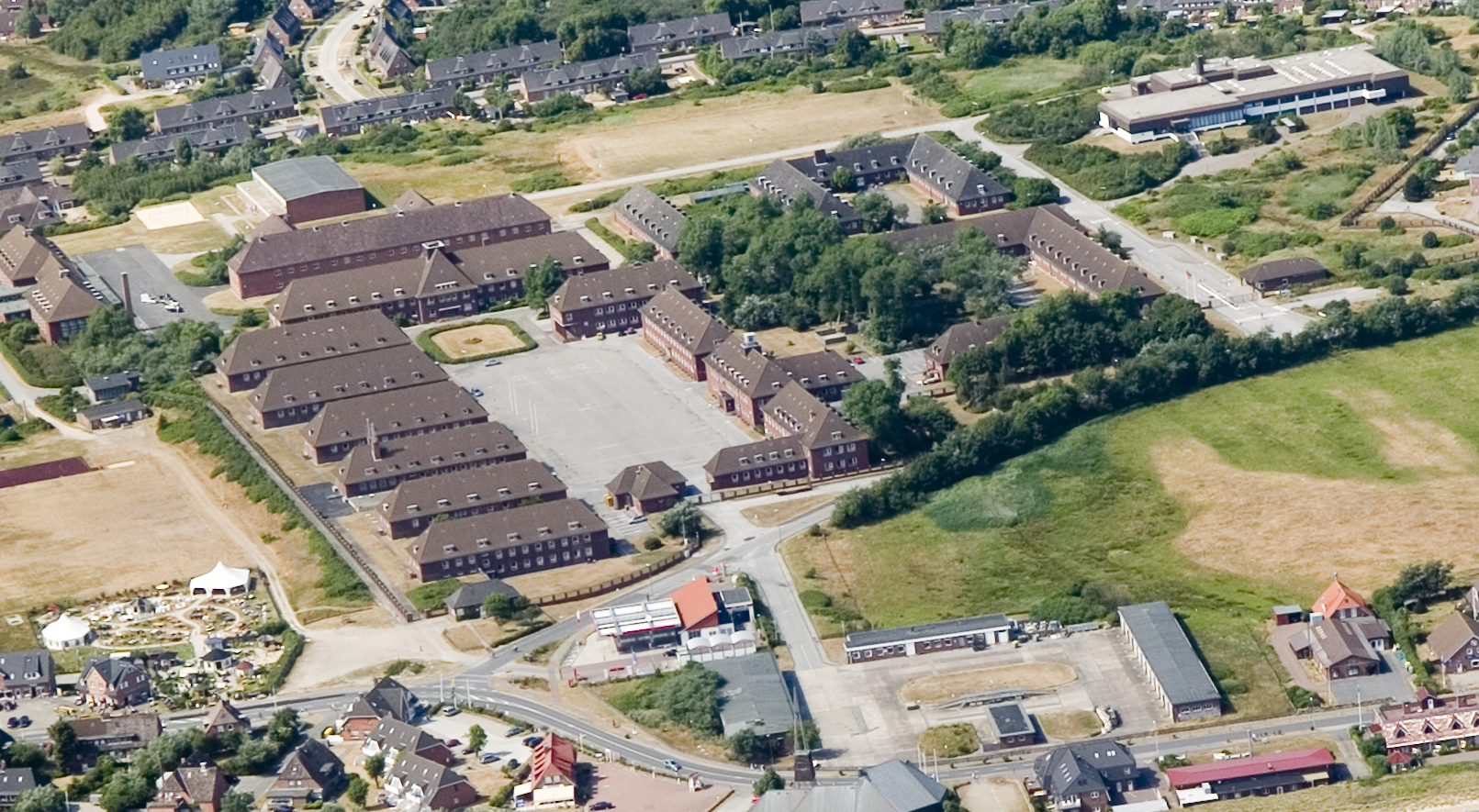
Вид с воздуха на территорию школы военно-морского снабжения

В поселении с момента основания Бундесвера была сформирована школа военно-морского снабжения. С тех пор Бундесвер стал одним из крупнейших работодателей в сфере туризма. Местоположение Листа-ауф-Зюльт также было затронуто в рамках решений о гарнизонах в Федеративной Республике Германия; в конце марта 2007 года из поселения ушли последние солдаты и штатские сотрудники. Казармы и собственность федерального значения в центре Листа-ауф-Зюльт будут переданы в новое гражданское пользование.
Знаменитый летчик и почетный гражданин общины Вольфганг фон Гронау нашел свое последнее пристанище на кладбище Листа-ауф-Зюльт.
21 июля 2017 года община Лист-ауф-Зюльт отпраздновала свое 725-летие большим фестивалем в порту, а также концертом группы Santiano под открытым небом и лазерным шоу с фейерверками. В тот же день компания Gosch отметила свое 50-летие.

## Спорт
Клуб Sportfreunde List, среди прочего, предлагает всем желающим занятия бегом, плаванием и фистболом. Клуб организует ежегодные бега на полуострове Элленбоген.

## Панорама

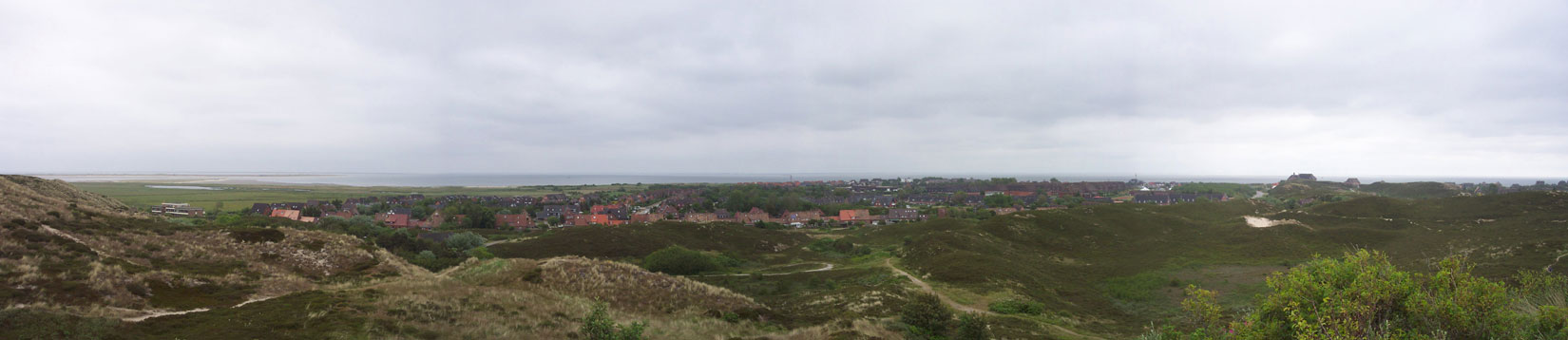
Панорама Листа-ауф-Зюльт

## Климат
| Показатель                            | Янв. | Фев. | Март | Апр. | Май  | Июнь | Июль | Авг. | Сен. | Окт. | Нояб. | Дек. | Год  |
| ------------------------------------- | ---- | ---- | ---- | ---- | ---- | ---- | ---- | ---- | ---- | ---- | ----- | ---- | ---- |
| Средний суточный максимум, °C         | 2,6  | 2,6  | 4,8  | 8,9  | 14,1 | 17,2 | 18,5 | 19,1 | 16,3 | 12,4 | 7,9   | 4,5  | 10,8 |
| Средний суточный минимум, °C          | −0,9 | −1   | 0,8  | 3,5  | 8,0  | 11,5 | 13,4 | 13,9 | 11,7 | 8,5  | 7,9   | 0,9  | 6,2  |
| Среднее число солнечных часов в месяц | 1,5  | 2,4  | 3,9  | 5,8  | 7,8  | 8,0  | 7,4  | 7,4  | 4,8  | 3,2  | 1,8   | 1,4  | 4,6  |
| Среднее число дней с осадками         | 12   | 8    | 10   | 9    | 8    | 9    | 11   | 11   | 13   | 13   | 16    | 13   | 133  |
| Норма осадков, мм                     | 57   | 35   | 45   | 40   | 42   | 56   | 62   | 72   | 83   | 89   | 94    | 72   | 747  |
| Средняя влажность, %                  | 90   | 88   | 86   | 81   | 77   | 76   | 78   | 77   | 79   | 84   | 86    | 88   | 82,5 |
| Температура воды, °C                  | 4    | 3    | 4    | 6    | 10   | 13   | 16   | 17   | 15   | 13   | 9     | 6    | 9,7  |
| Источник: http://www.wetterkontor.de  |      |      |      |      |      |      |      |      |      |      |       |      |      |

## Галерея

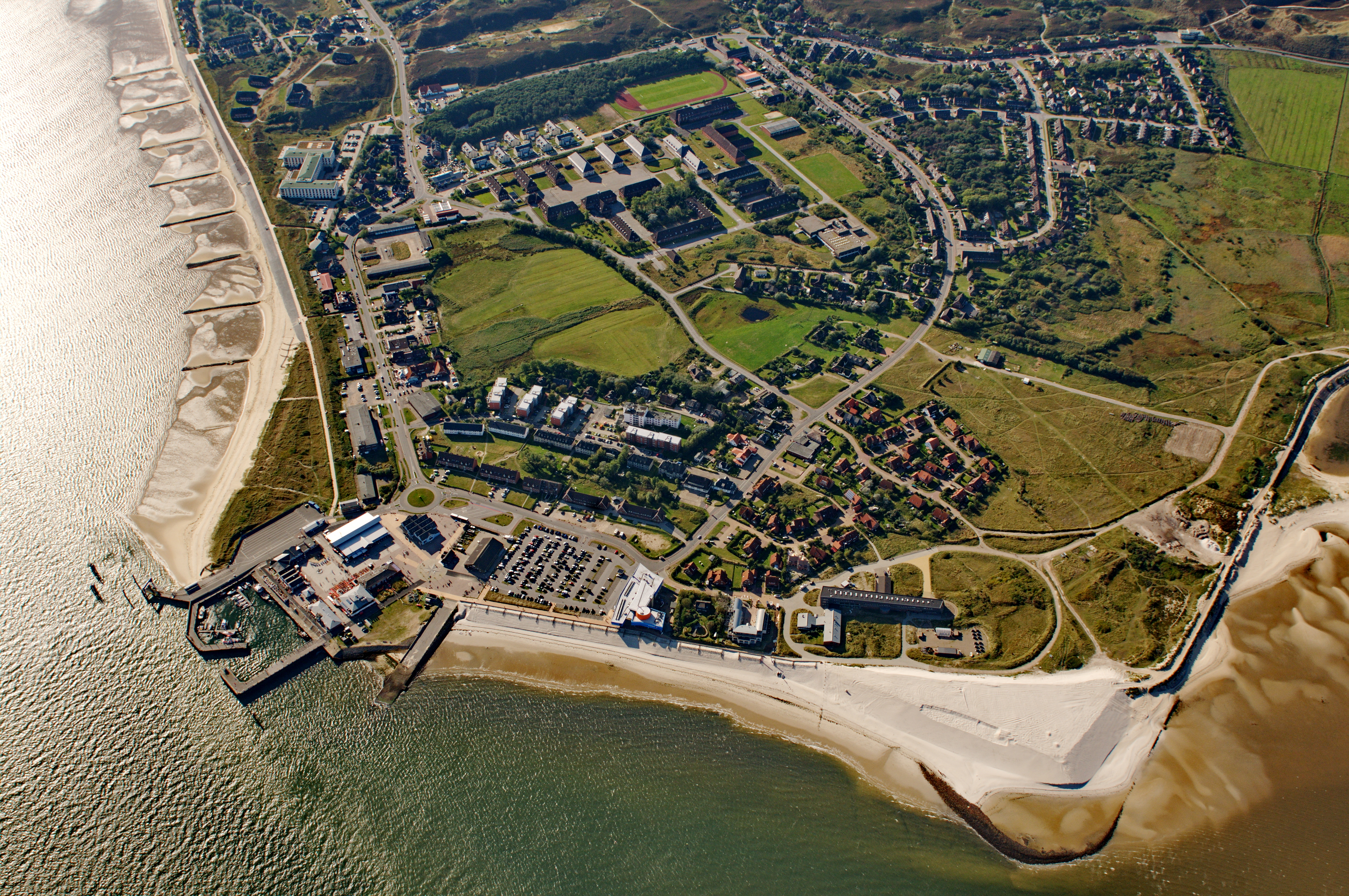
Лист-ауф-Зюльт с высоты птичьего полета, 2013
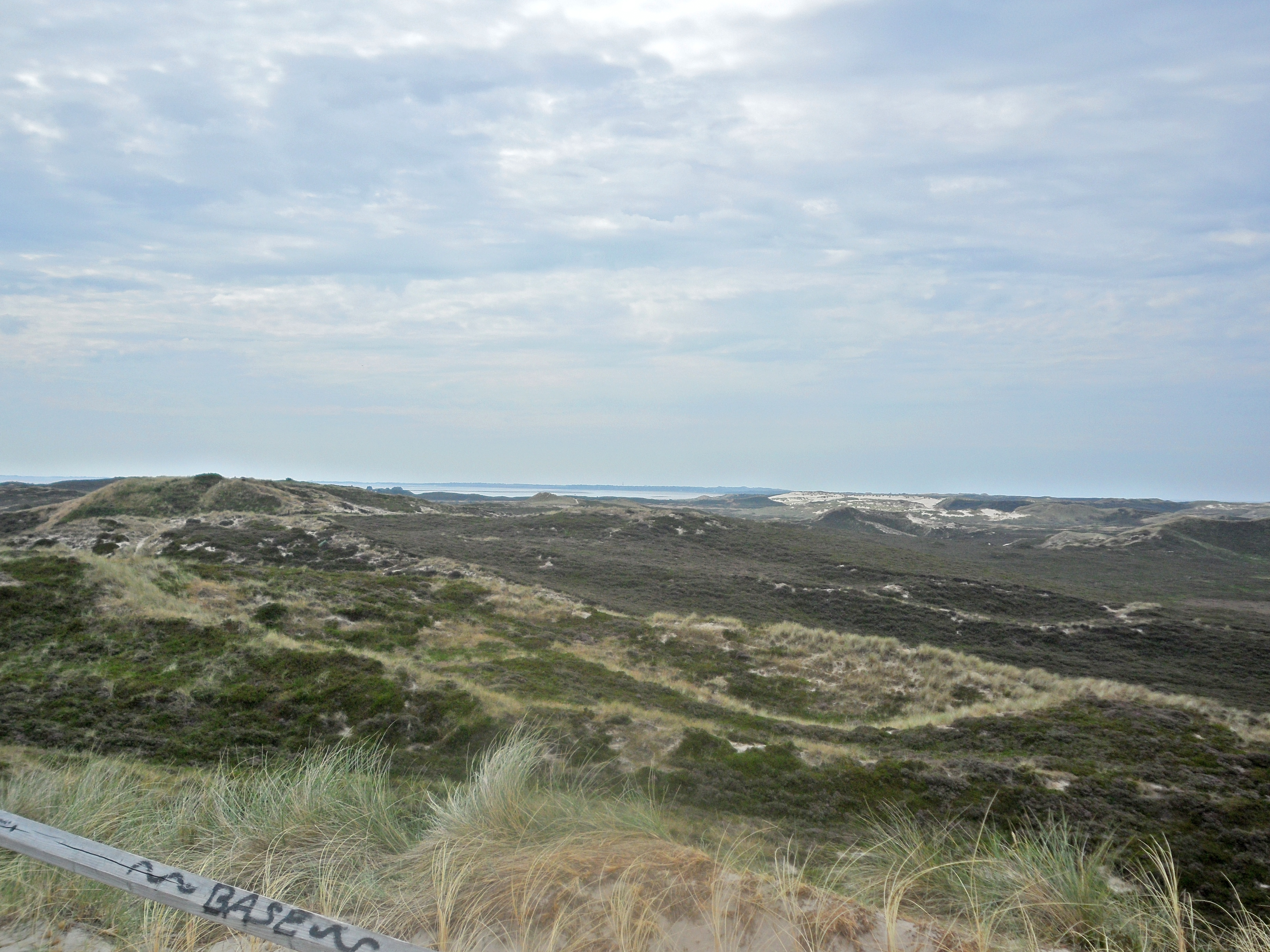
Национальная защитная область Северный Зильт близ Листа-ауф-Зюльт
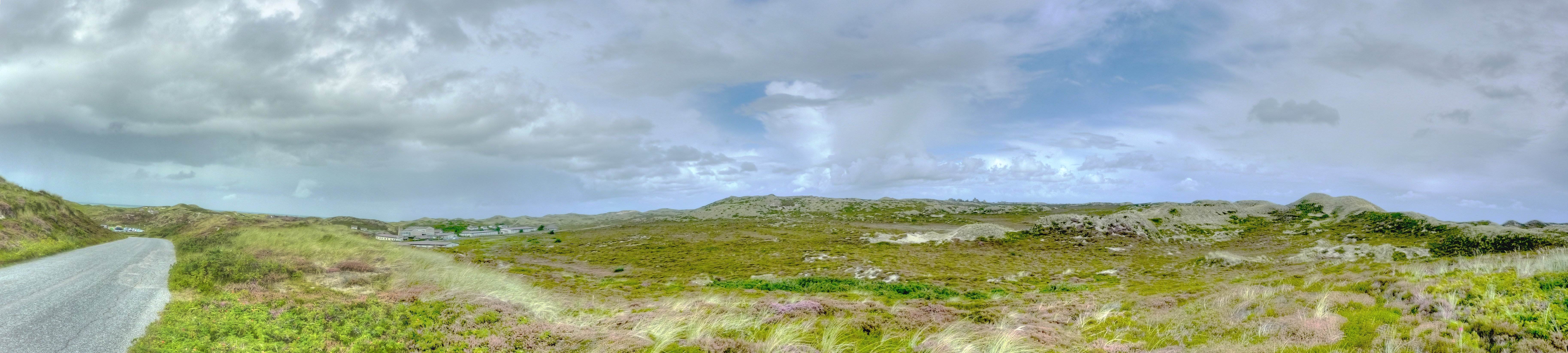
Клаппхольтталь
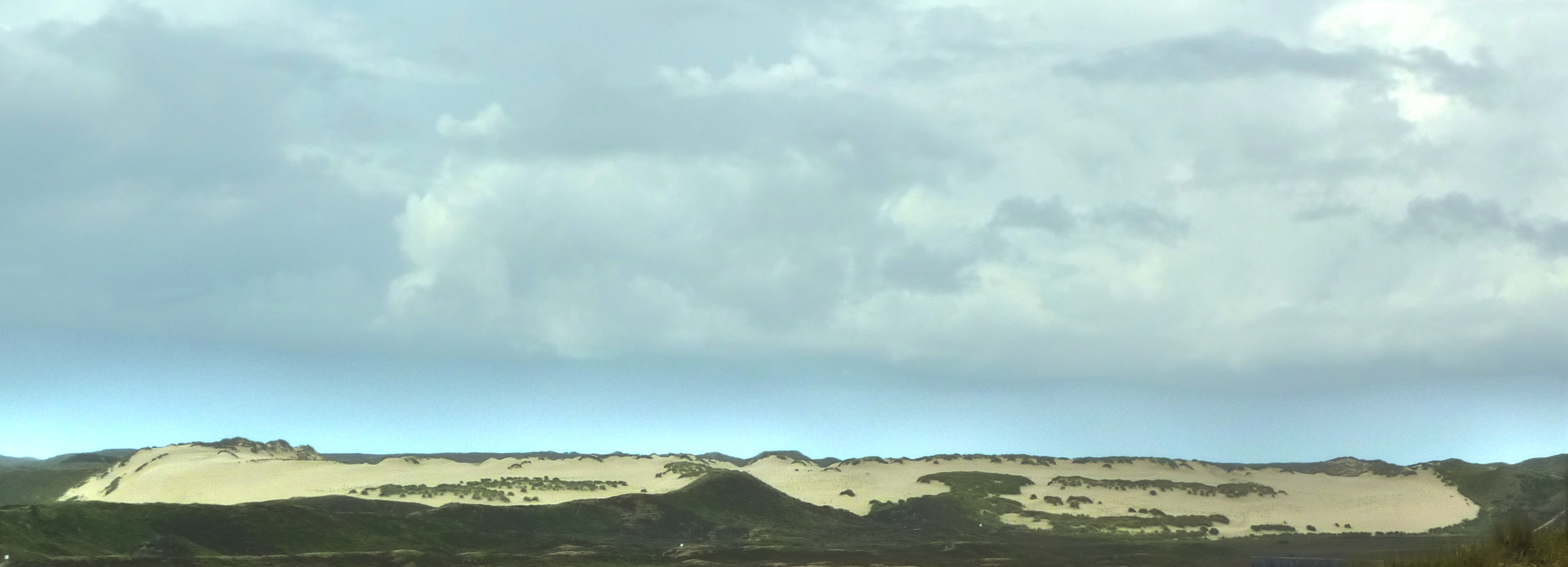
Зюттеркнолль
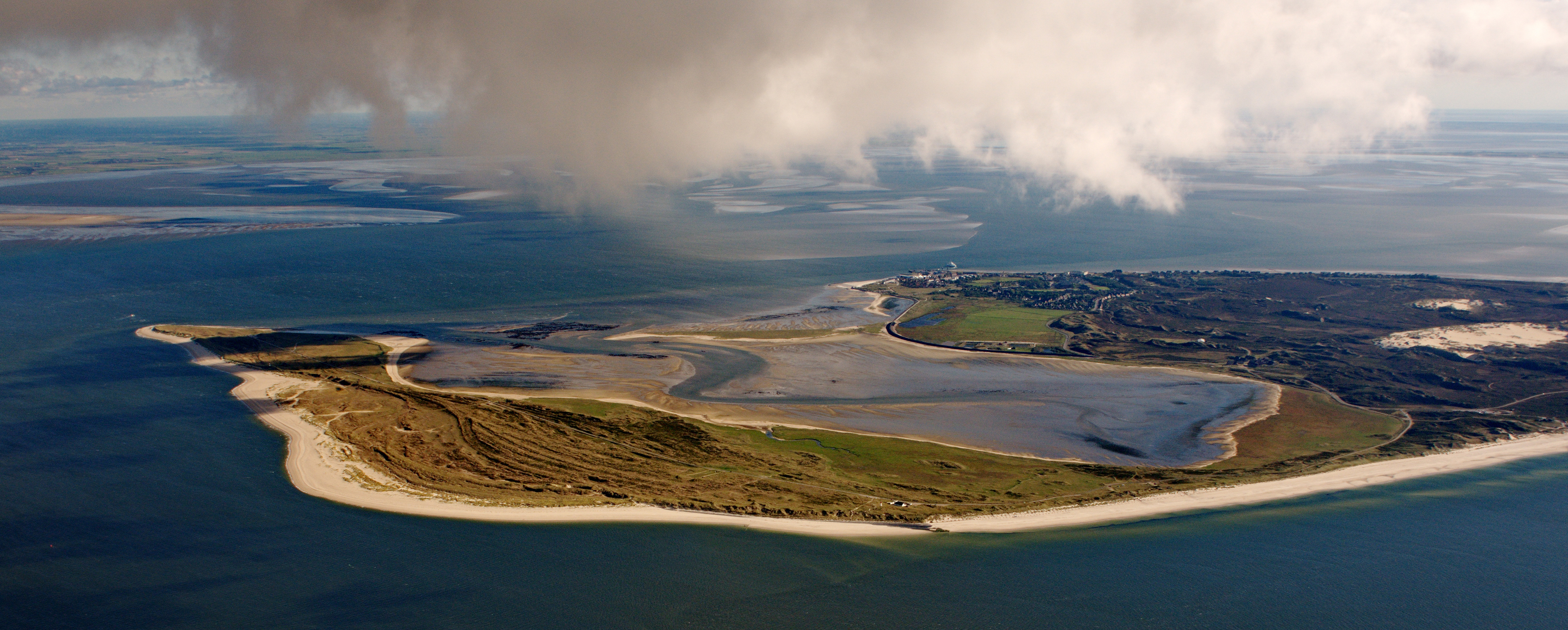
Элленбоген с высоты птичьего полета, 2013
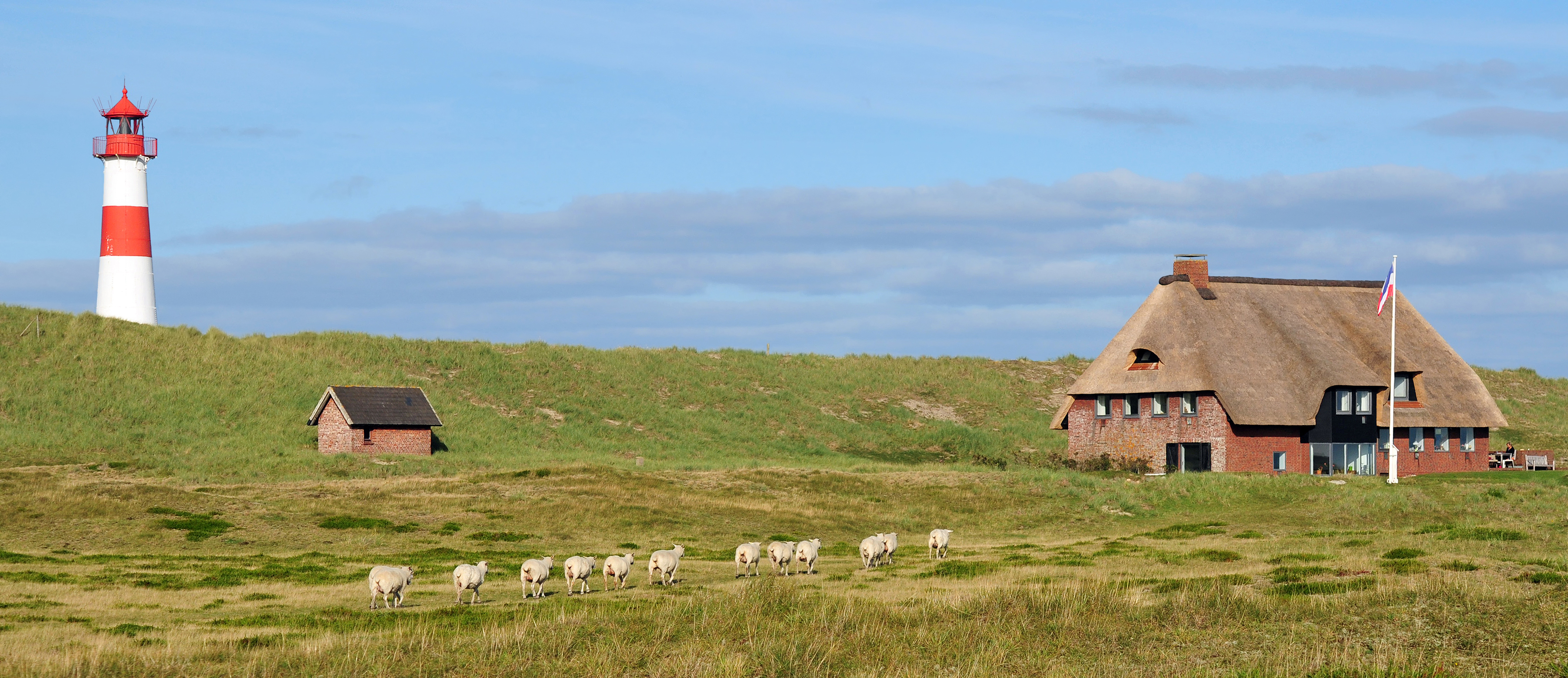
Маяк Лист-Восток
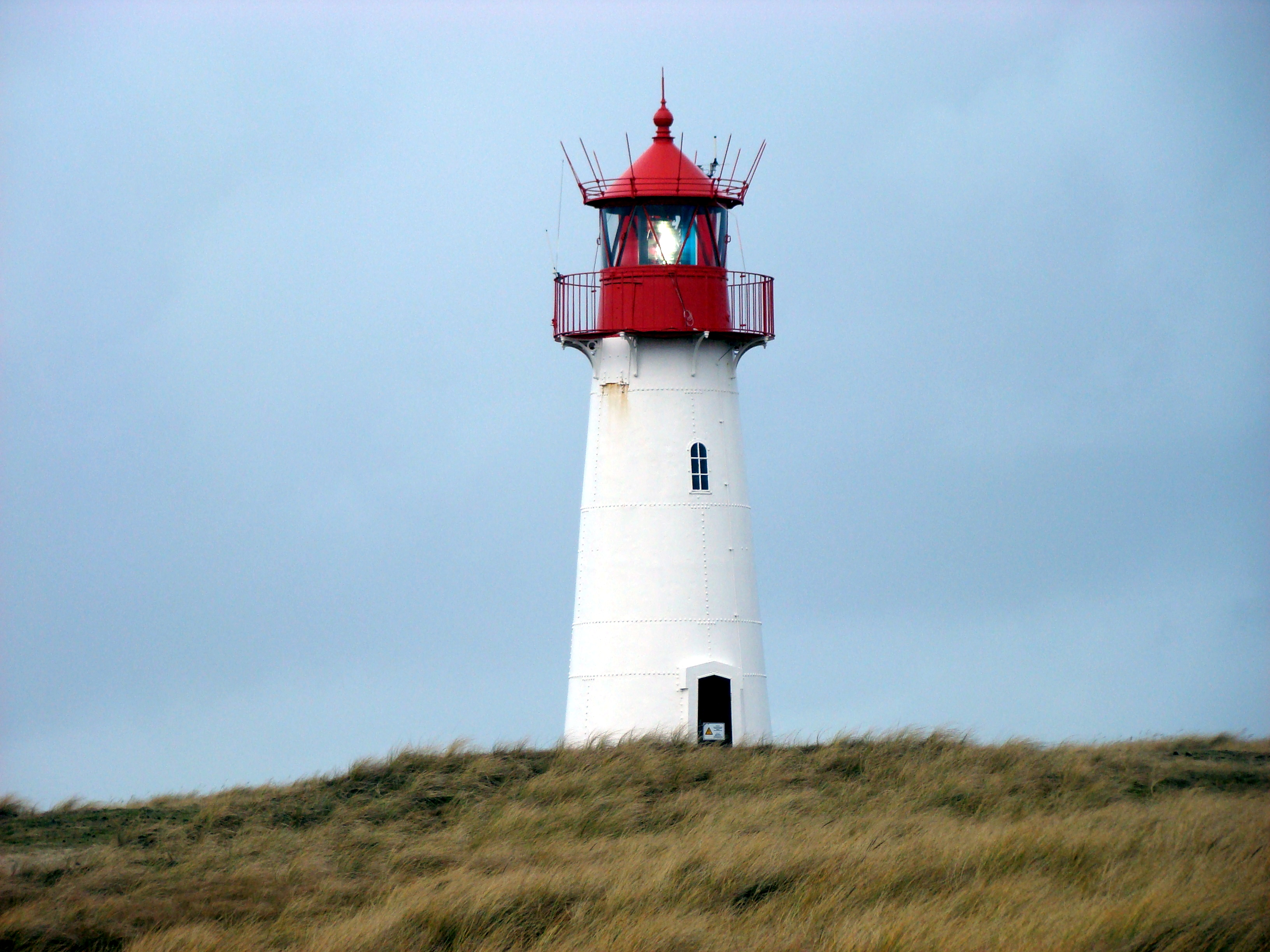
Маяк Лист-Запад
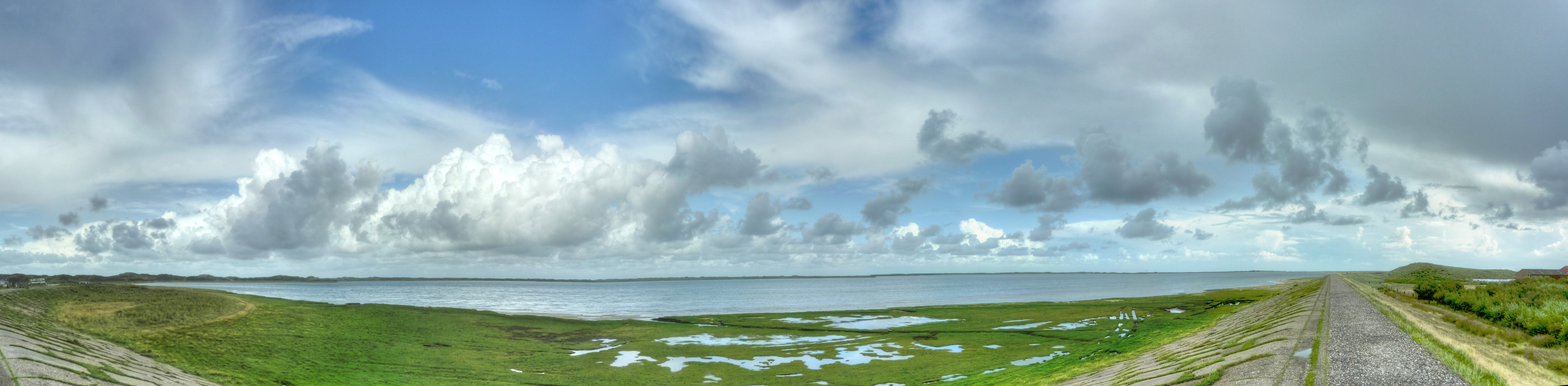
Кёнигсхафен
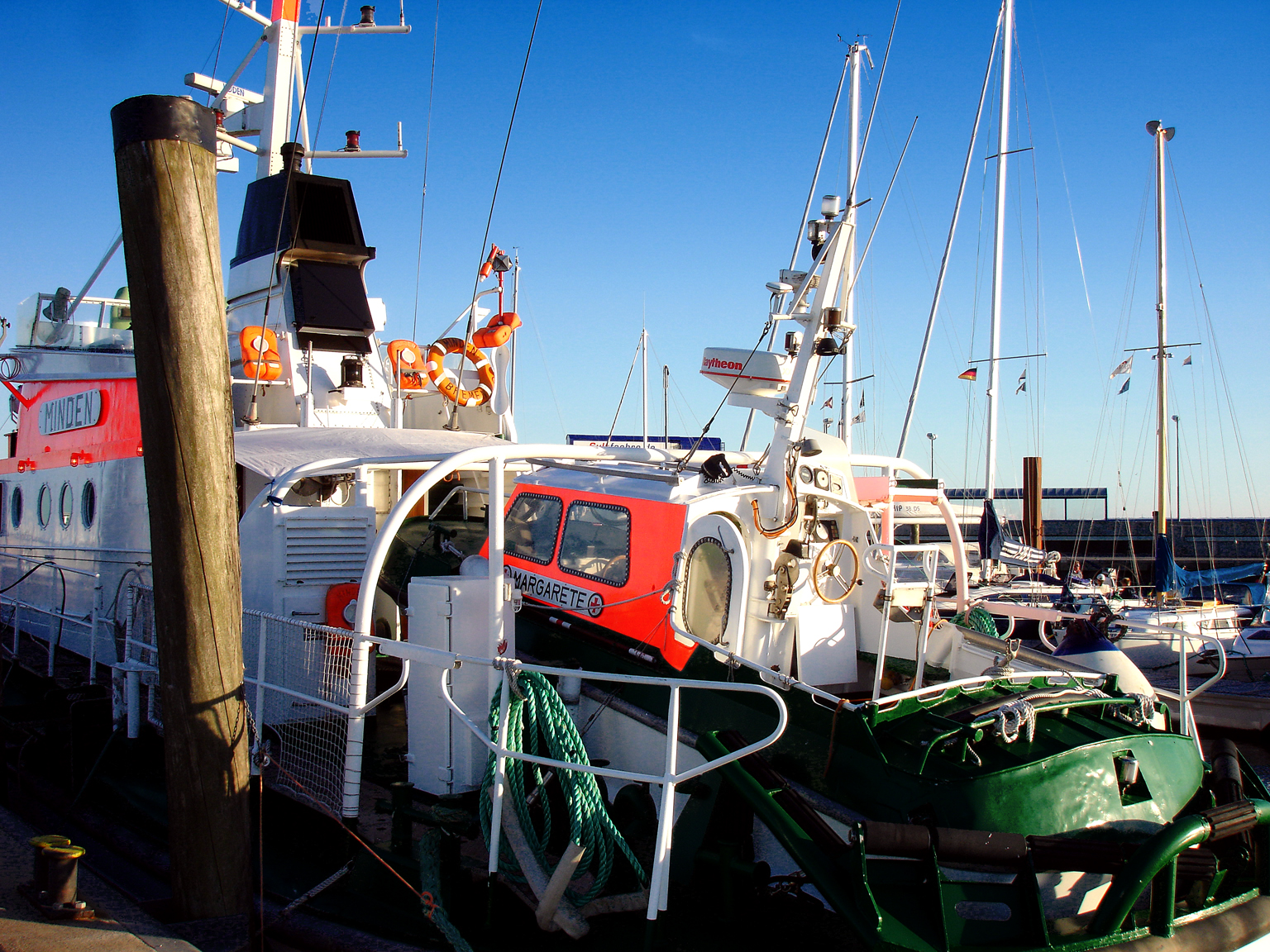
Порт Листа-ауф-Зюльт
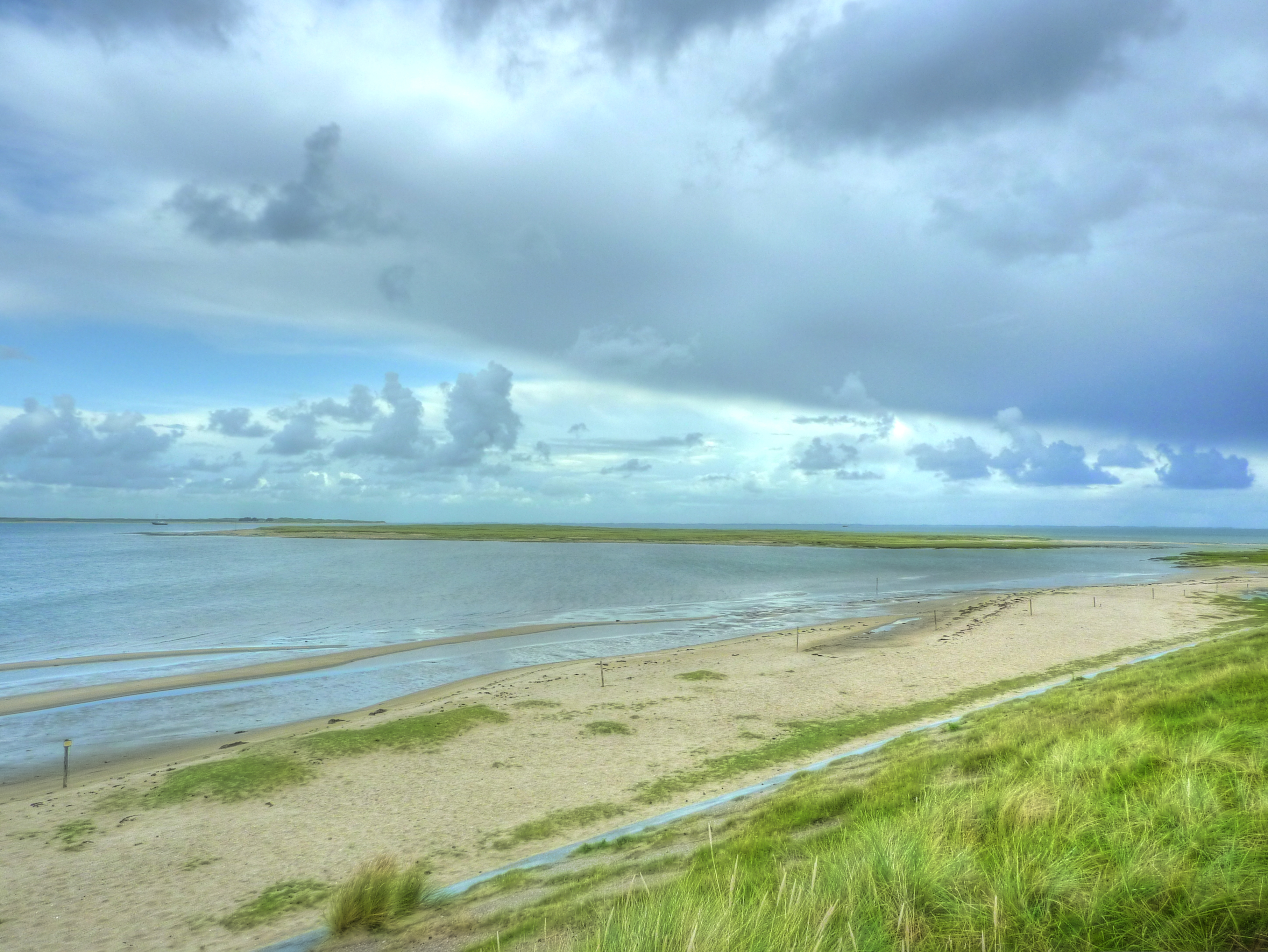
Остров Утхёрн, вид с южного берега Кёнигсхафен
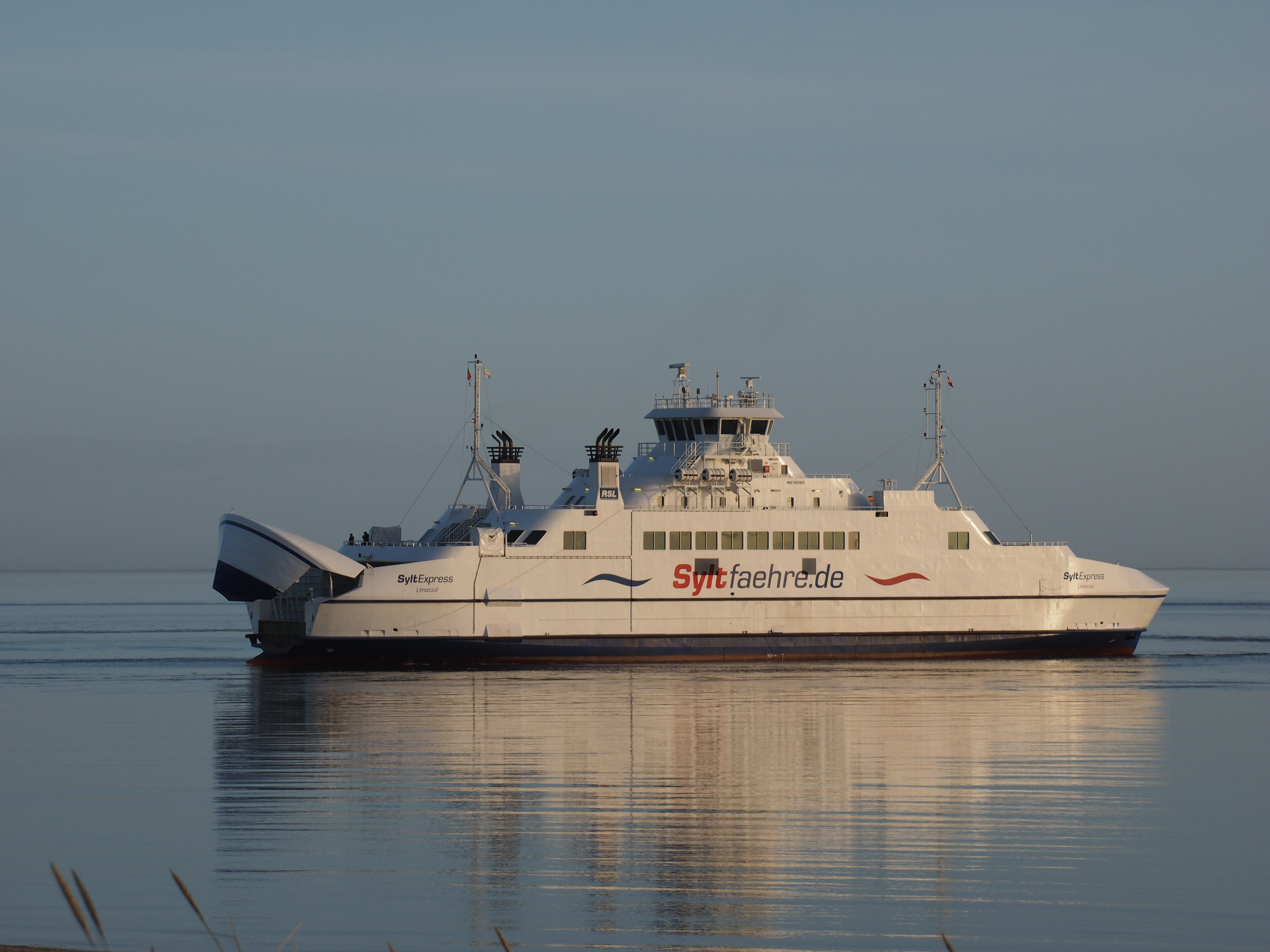
Паром Лист (Зюльт) — Рёмё
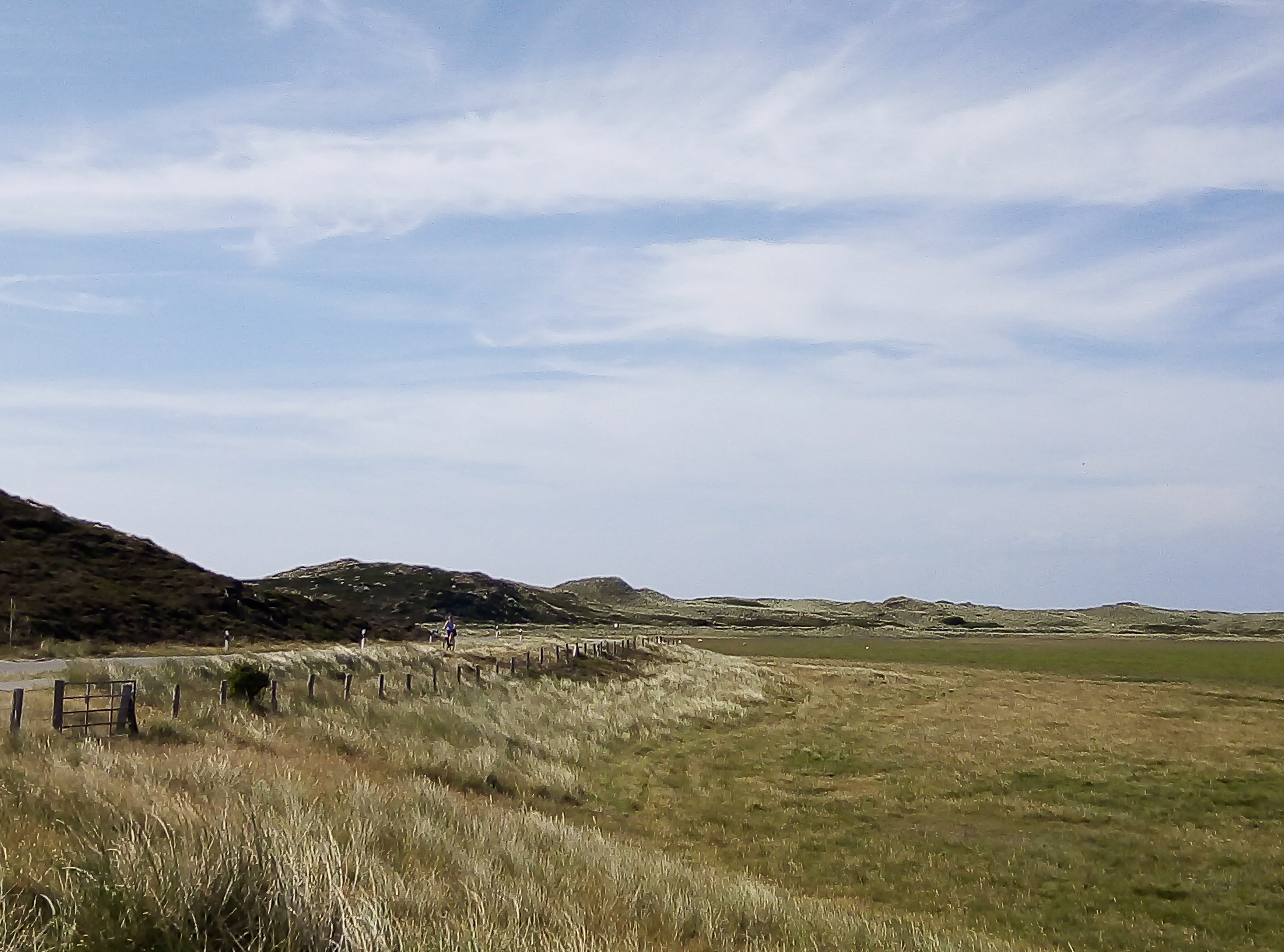
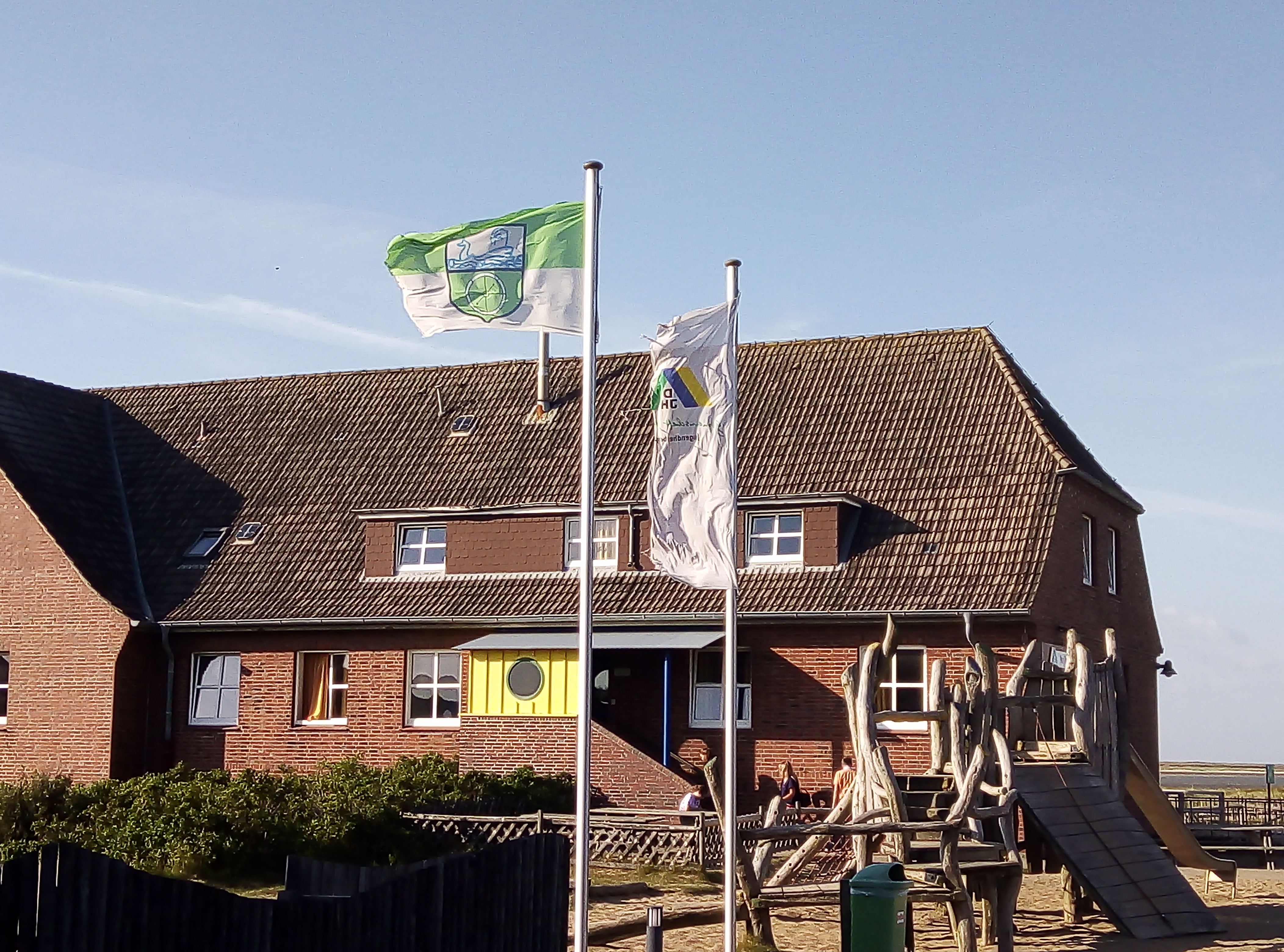
Молодежная база Лист-Мёвенберг
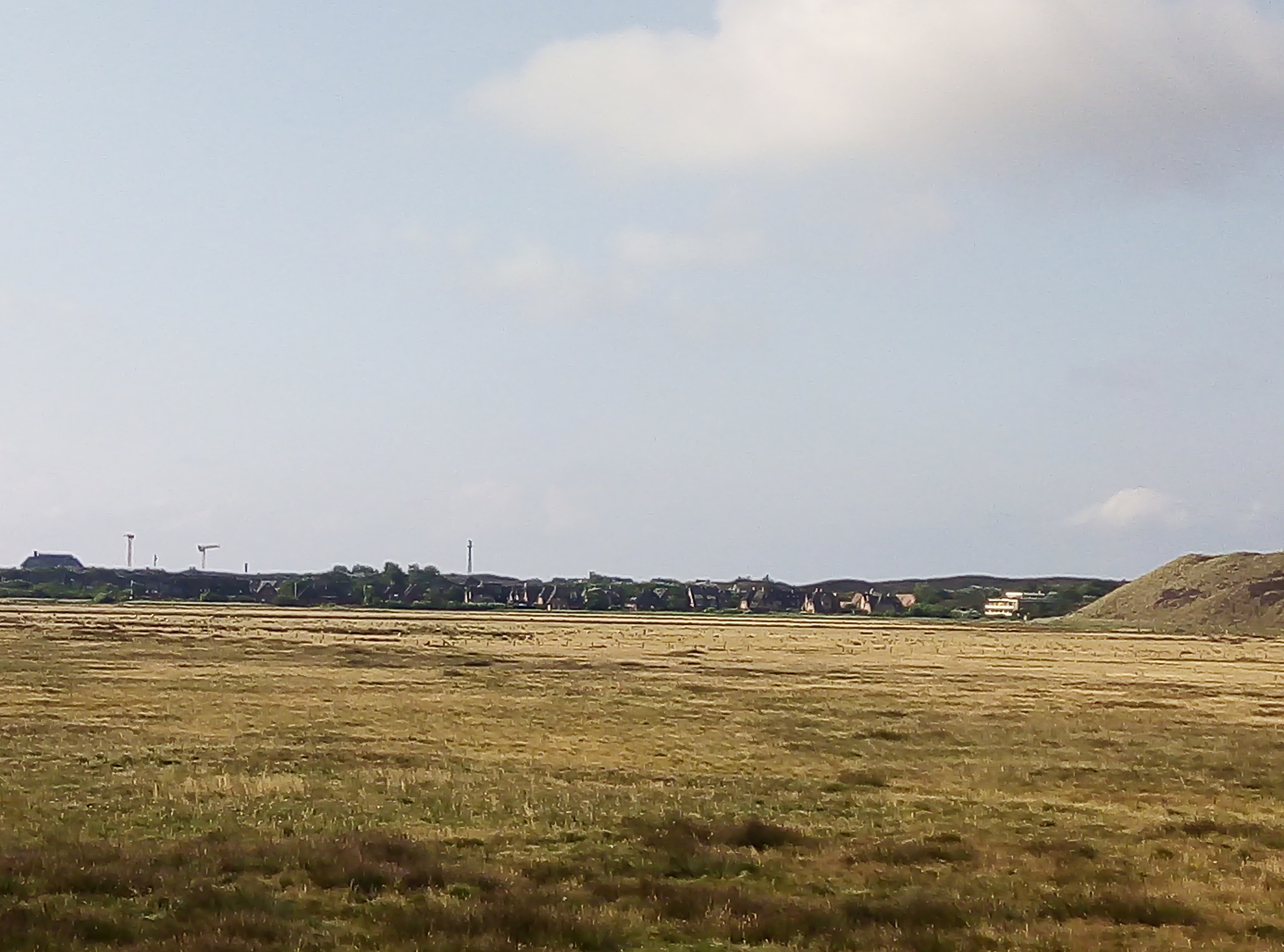
Вид на Лист-ауф-Зюльт
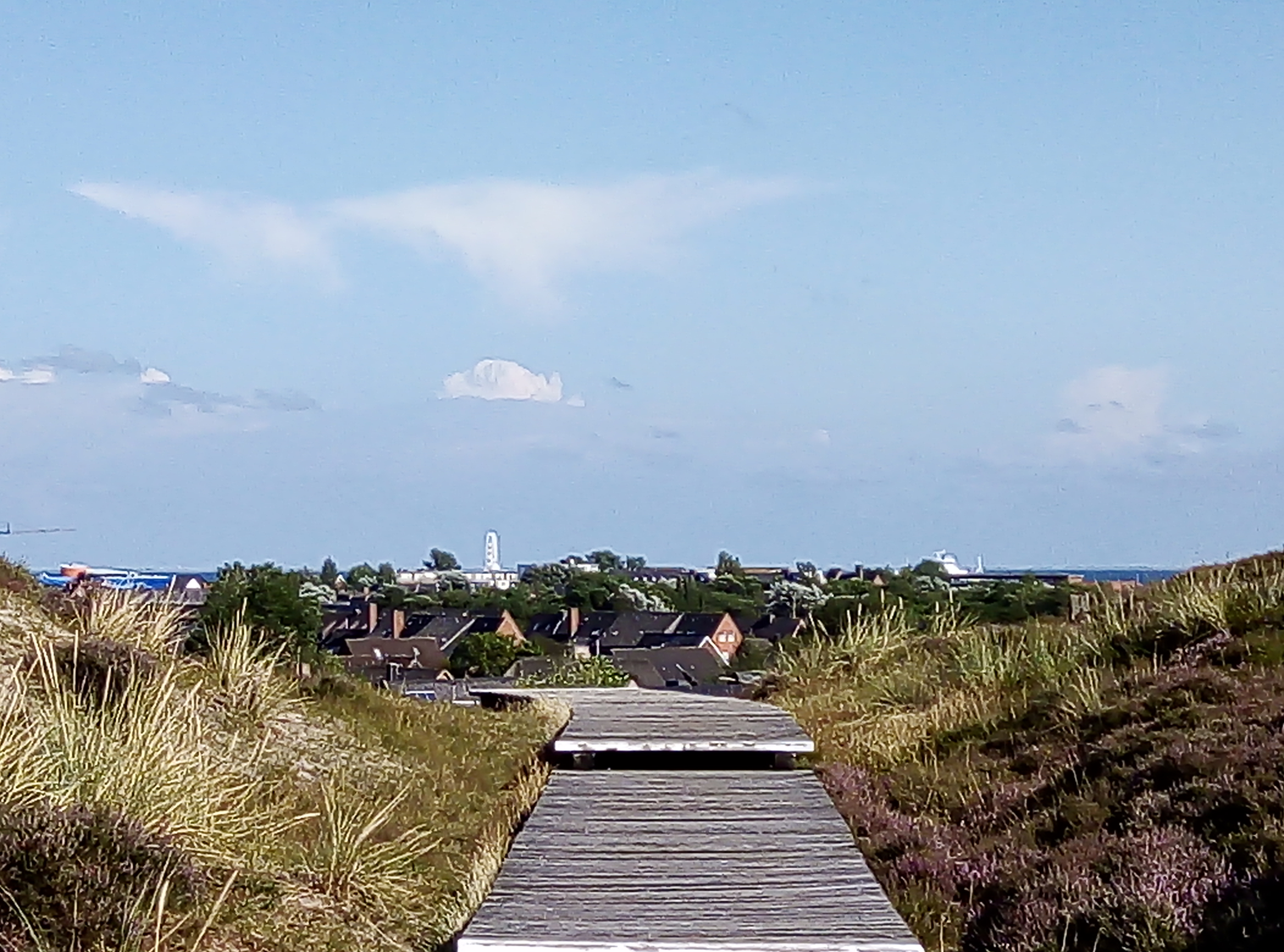
Вид на Лист-ауф-Зюльт со смотровой площадки
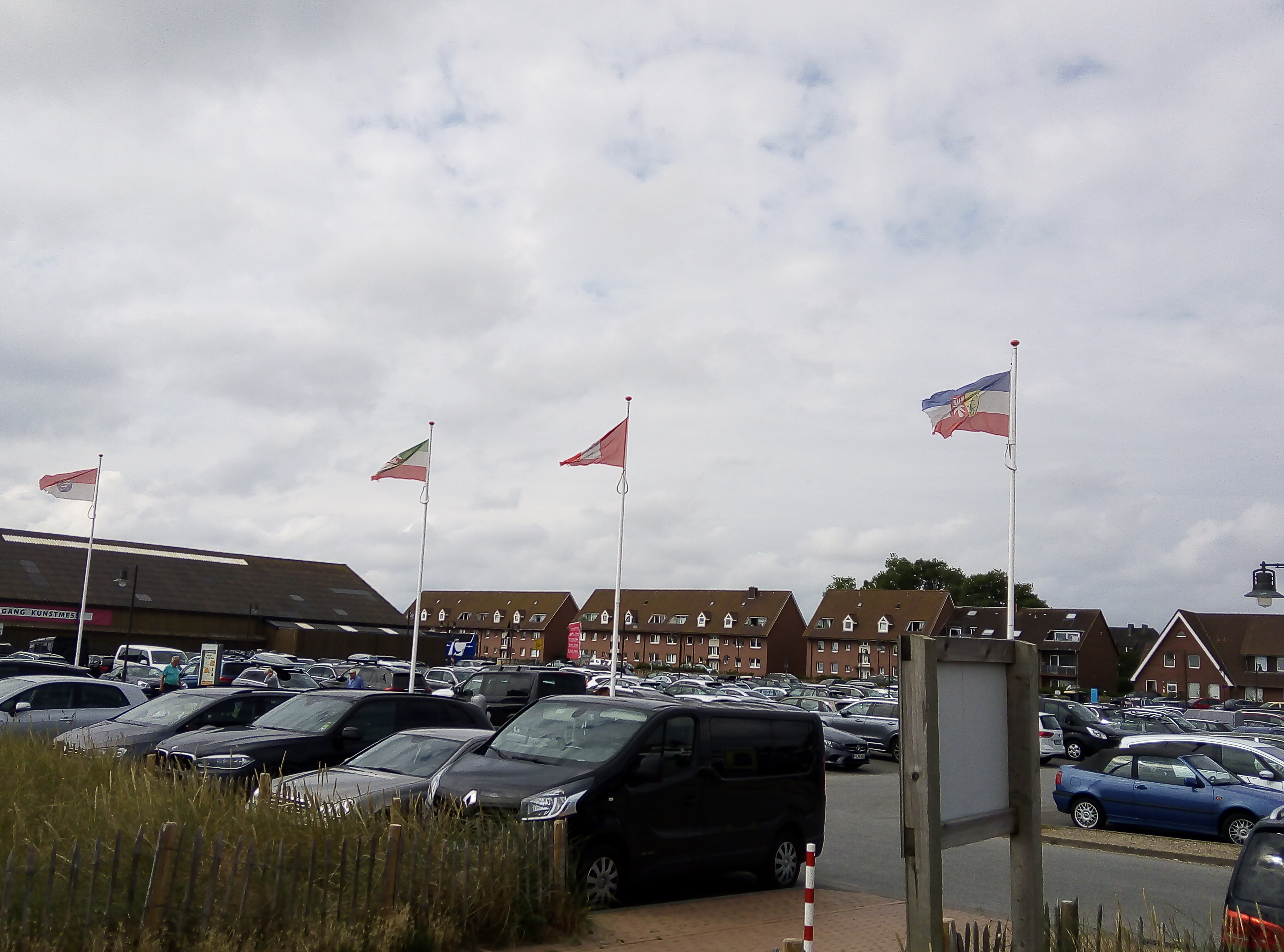
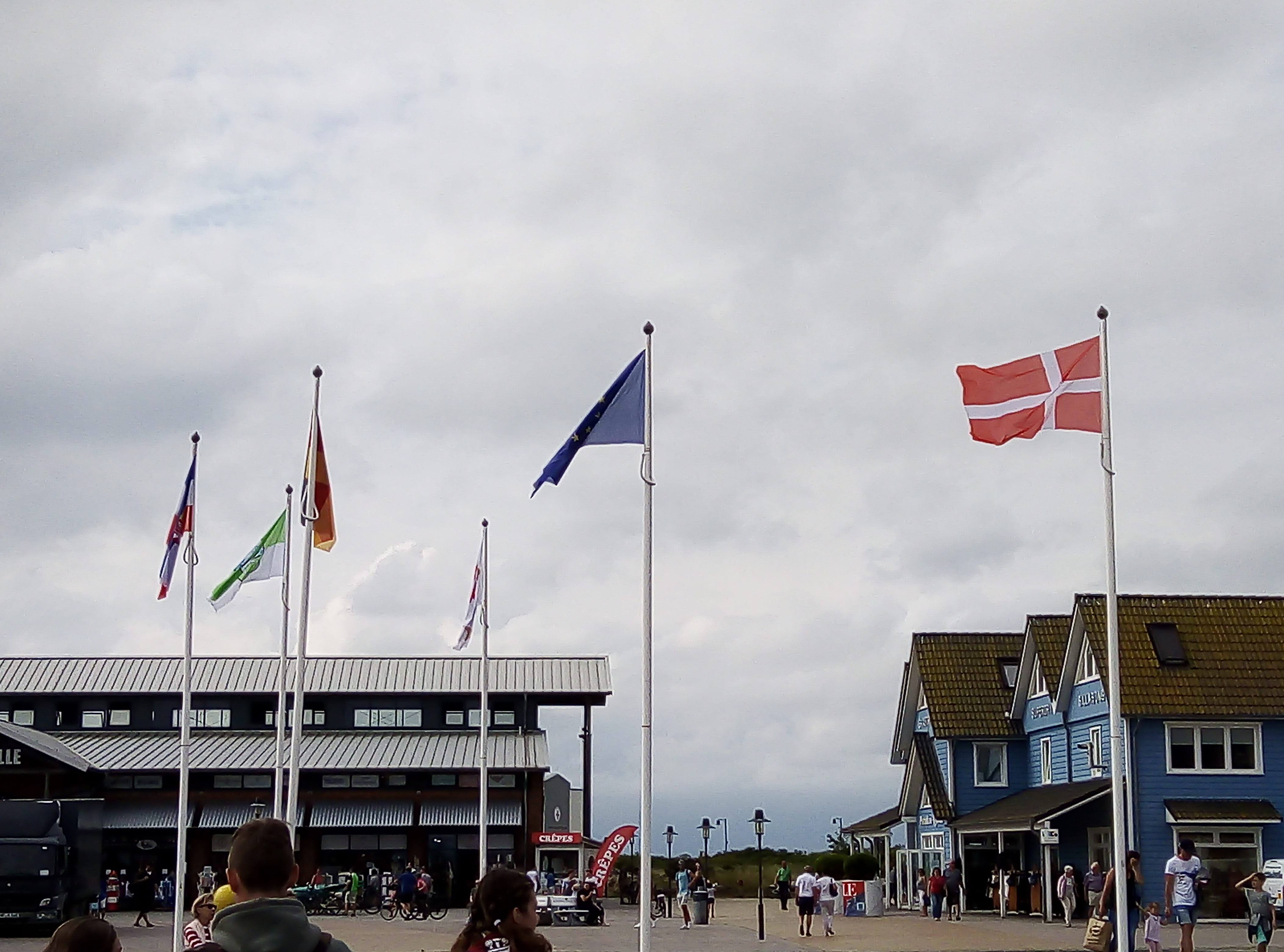
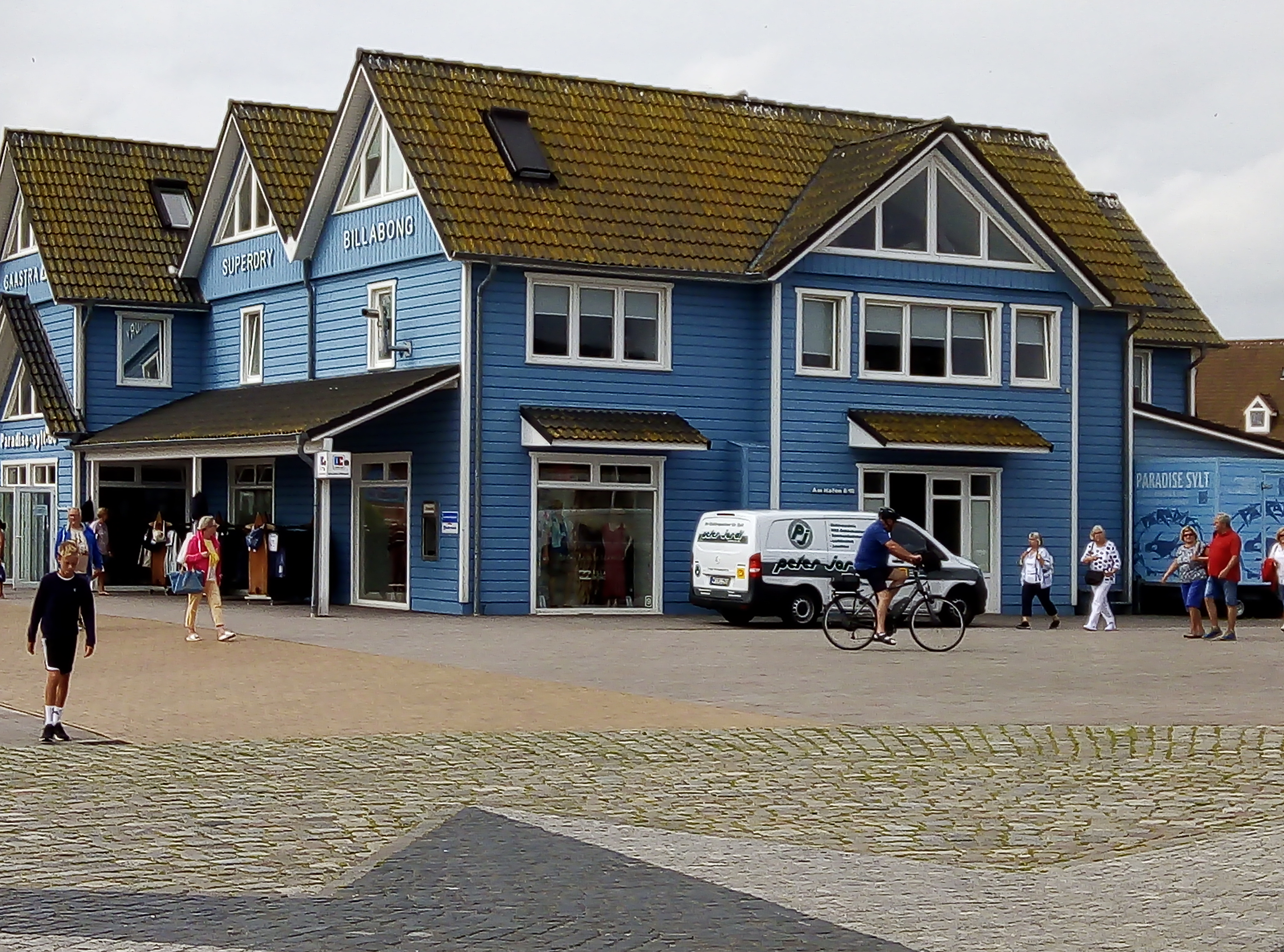
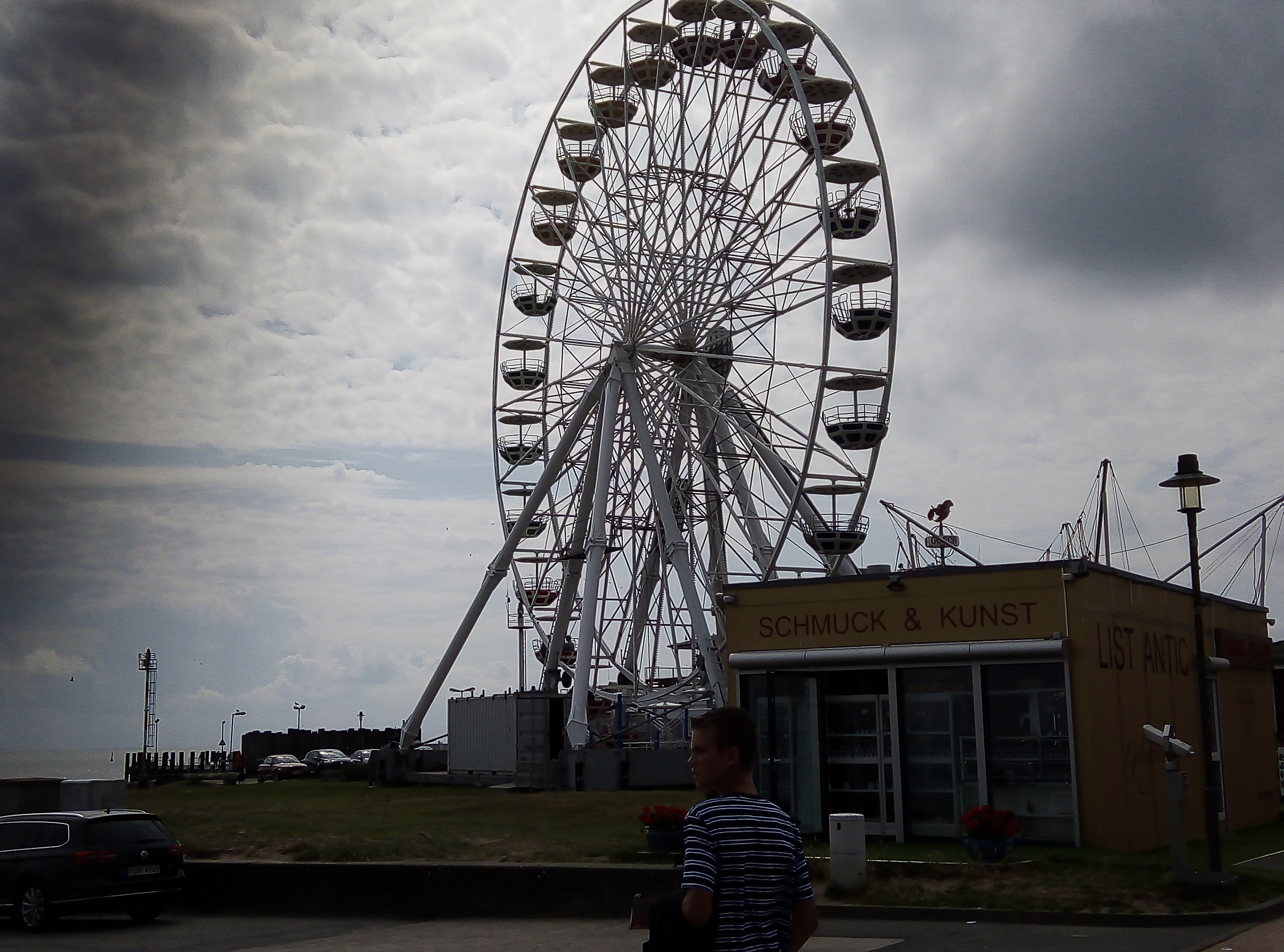
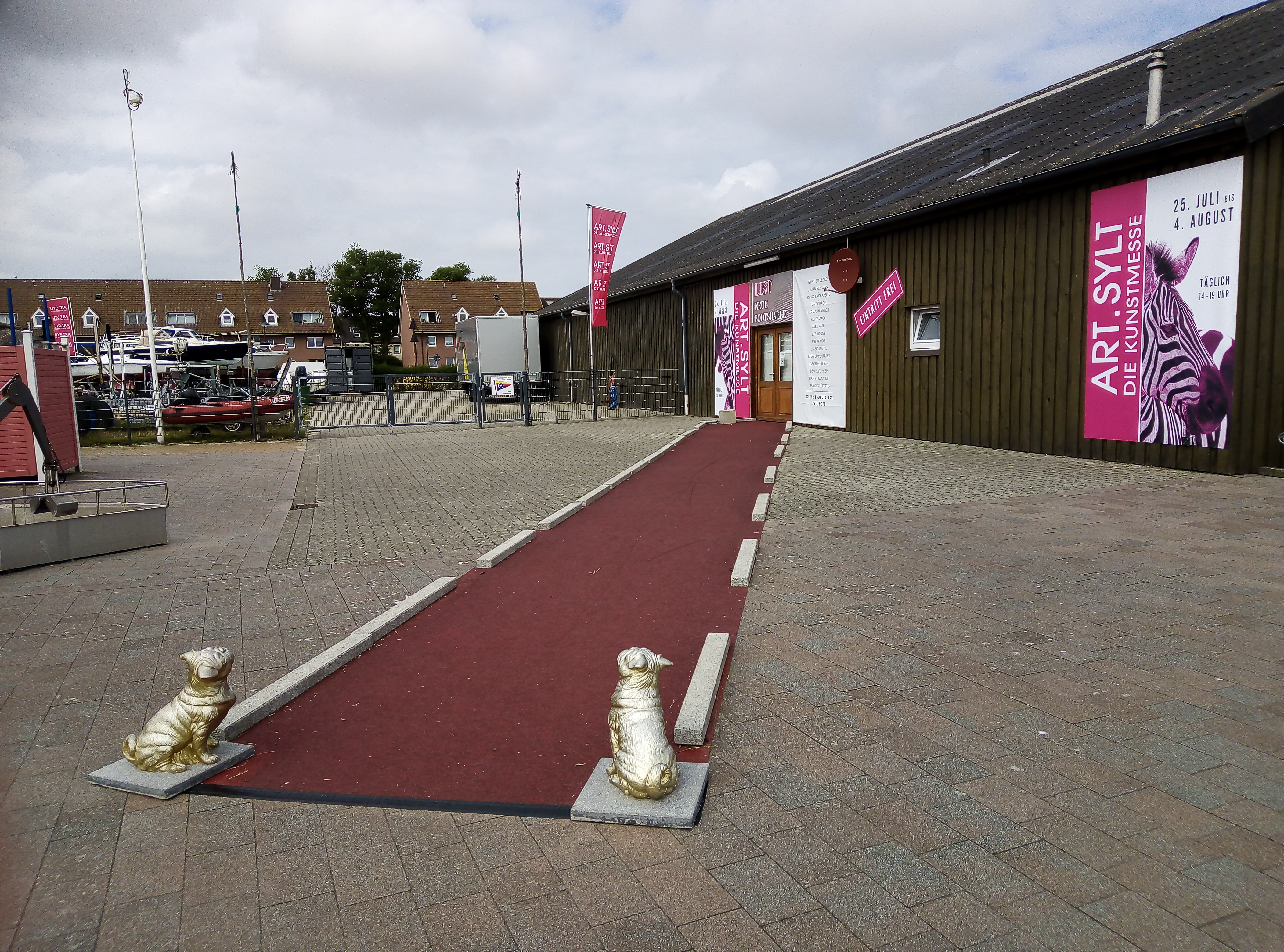
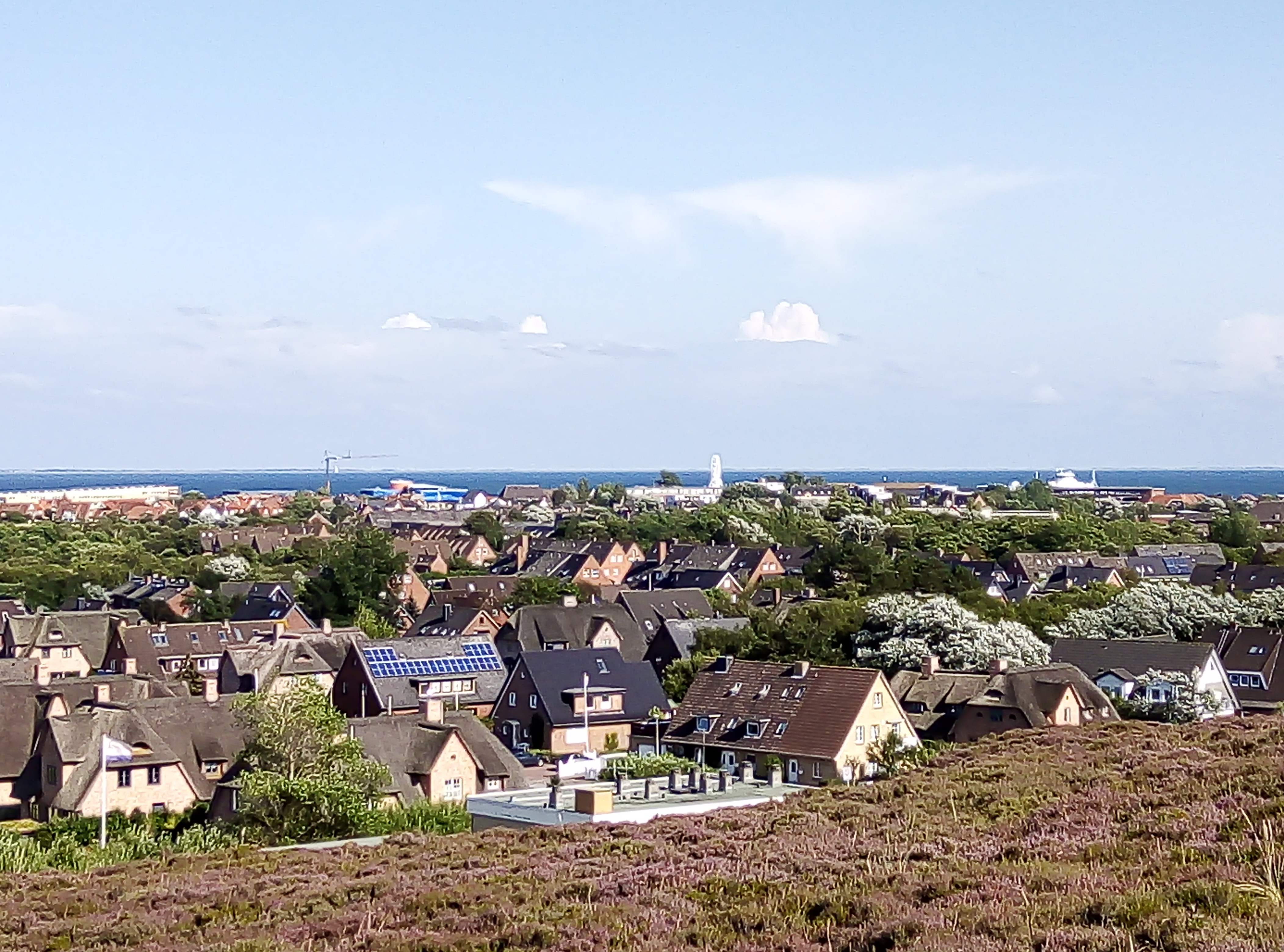
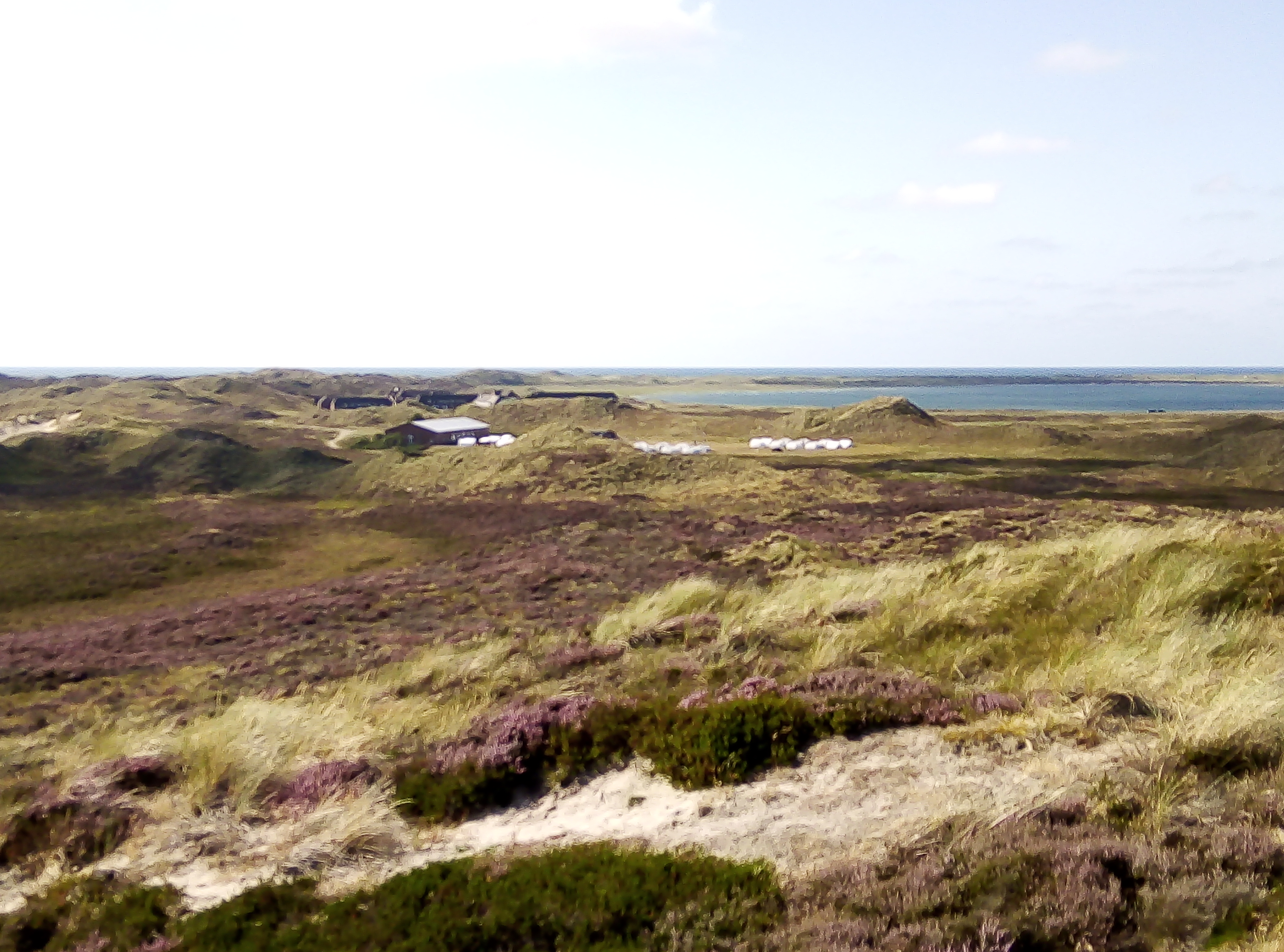
Дюны в окрестностях Листа-ауф-Зюльт